# Liste des chapelles des Hautes-Alpes
La liste des chapelles des Hautes-Alpes présente les chapelles de culte catholique situées sur le territoire des communes du départements français des Hautes-Alpes.
Il est fait état des diverses protections dont elles peuvent bénéficier, et notamment les inscriptions et classements au titre des monuments historiques.
Toutes sont situées dans le diocèse de Gap et Embrun.

## Liste
| Chapelle                                                                          | Commune                      | Adresse | Coordonnées                      | Notice         | Protection         | Date | Illustration                                                                  |
| --------------------------------------------------------------------------------- | ---------------------------- | ------- | -------------------------------- | -------------- | ------------------ | ---- | ----------------------------------------------------------------------------- |
| Chapelle Saint-Roch de Valpreveyre                                                | Abriès-Ristolas              |         | 44° 48′ 45″ nord, 6° 58′ 08″ est | « IA00124758 » |                    |      | Image manquante Téléverser                                                    |
| Chapelle Saint-Barthélemy d'Abriè-Ristolass                                       | Abriès-Ristolas              |         | 44° 48′ 59″ nord, 6° 56′ 36″ est | « IA00124736 » |                    |      | Image manquante Téléverser                                                    |
| Chapelle Notre-Dame-des-Sept-Douleurs d'Abriès-Ristolas                           | Abriès-Ristolas              |         | 44° 47′ 55″ nord, 6° 54′ 15″ est | « IA00124725 » |                    |      | Image manquante Téléverser                                                    |
| Chapelle Saint-Roch d'Abriès-Ristolas                                             | Abriès-Ristolas              |         | 44° 47′ 32″ nord, 6° 55′ 41″ est | « IA00124727 » |                    |      | Image manquante Téléverser                                                    |
| Chapelle des Pénitents d'Abriès                                                   | Abriès-Ristolas              |         | 44° 47′ 40″ nord, 6° 55′ 42″ est | « IA00124724 » |                    |      | Chapelle des Pénitents d'Abriès                                               |
| Chapelle Sainte-Marguerite du Malrif                                              | Abriès-Ristolas              |         | 44° 48′ 04″ nord, 6° 53′ 46″ est | « IA00124741 » |                    |      | Image manquante Téléverser                                                    |
| Chapelle Sainte-Marie-Madeleine de la Montette                                    | Abriès-Ristolas              |         | 44° 50′ 15″ nord, 6° 56′ 35″ est | « IA00124747 » |                    |      | Chapelle Sainte-Marie-Madeleine de la Montette                                |
| Chapelle Saint-Antoine-de-Padoue de la Levée                                      | Abriès-Ristolas              |         | 44° 49′ 37″ nord, 6° 56′ 29″ est | « IA00124738 » |                    |      | Image manquante Téléverser                                                    |
| Chapelle Notre-Dame-des-Neiges du Pré-Roubaud                                     | Abriès-Ristolas              |         | 44° 49′ 35″ nord, 6° 56′ 47″ est | « IA00124751 » |                    |      | Image manquante Téléverser                                                    |
| Chapelle Saint-Bernardin de Valpréveyre                                           | Abriès-Ristolas              |         | 44° 48′ 40″ nord, 6° 58′ 10″ est | « IA00124757 » |                    |      | Image manquante Téléverser                                                    |
| Chapelle Saint-Jacques-le-Majeur du Villard                                       | Abriès-Ristolas              |         | 44° 47′ 58″ nord, 6° 55′ 07″ est | « IA00124764 » |                    |      | Image manquante Téléverser                                                    |
| Chapelle Saint-Laurent de l'Adroit                                                | Abriès-Ristolas              |         | 44° 47′ 44″ nord, 6° 55′ 25″ est | « IA00124726 » |                    |      | Image manquante Téléverser                                                    |
| Chapelle Saint-Louis des Eygliers                                                 | Aiguilles                    |         | 44° 47′ 34″ nord, 6° 52′ 17″ est | « IA00124794 » |                    |      | Image manquante Téléverser                                                    |
| Chapelle Notre-Dame-des-Neiges du Lombard                                         | Aiguilles                    |         | 44° 48′ 10″ nord, 6° 51′ 09″ est | « IA00124795 » |                    |      | Image manquante Téléverser                                                    |
| Chapelle de la Pignée                                                             | Aiguilles                    |         | 44° 46′ 27″ nord, 6° 51′ 44″ est |                |                    |      | Image manquante Téléverser                                                    |
| Chapelle Notre-Dame de Peynin                                                     | Aiguilles                    |         | 44° 46′ 10″ nord, 6° 52′ 30″ est |                |                    |      | Image manquante Téléverser                                                    |
| Chapelle Saint-Jacques d'Aiguilles                                                | Aiguilles                    |         | 44° 46′ 48″ nord, 6° 52′ 00″ est | « IA00124771 » |                    |      | Image manquante Téléverser                                                    |
| Chapelle de la Nativité-de-la-Vierge d'Aiguilles                                  | Aiguilles                    |         | 44° 46′ 10″ nord, 6° 52′ 30″ est | « IA00124798 » |                    |      | Image manquante Téléverser                                                    |
| Chapelle du Sacré-Cœur d'Aiguilles                                                | Aiguilles                    |         | 44° 46′ 57″ nord, 6° 52′ 06″ est |                |                    |      | Image manquante Téléverser                                                    |
| Chapelle Saint-Hilaire d'Ancelle                                                  | Ancelle                      |         | 44° 37′ 39″ nord, 6° 10′ 37″ est | « IA00070572 » |                    |      | Image manquante Téléverser                                                    |
| Chapelle Notre-Dame des Faix                                                      | Ancelle                      |         | 44° 38′ 03″ nord, 6° 12′ 08″ est |                |                    |      | Image manquante Téléverser                                                    |
| Chapelle Saint-Pierre-ès-Liens des Matherons                                      | Ancelle                      |         | 44° 37′ 59″ nord, 6° 10′ 18″ est | « IA00070567 » |                    |      | Image manquante Téléverser                                                    |
| Chapelle Sainte-Marie-Madeleine-des-Escoyères                                     | Arvieux                      |         | 44° 42′ 58″ nord, 6° 44′ 20″ est | « PA00080520 » | Inscrit MH         | 1932 | Chapelle Sainte-Marie-Madeleine-des-Escoyères                                 |
| Chapelle Saint-Jacques-le-Majeur de Villargaudin                                  | Arvieux                      |         | 44° 44′ 42″ nord, 6° 45′ 26″ est | « IA00124848 » |                    |      | Image manquante Téléverser                                                    |
| Chapelle Sainte-Marguerite de Bramousse                                           | Arvieux                      |         | 44° 42′ 34″ nord, 6° 44′ 51″ est |                |                    |      | Image manquante Téléverser                                                    |
| Chapelle des Maisons d'Arvieux                                                    | Arvieux                      |         | 44° 45′ 45″ nord, 6° 45′ 01″ est |                |                    |      | Image manquante Téléverser                                                    |
| Chapelle Saint-Roch du Pasquier                                                   | Arvieux                      |         | 44° 45′ 34″ nord, 6° 45′ 00″ est |                |                    |      | Image manquante Téléverser                                                    |
| Chapelle Saint-Pierre-et-Saint-Paul de Brunissard                                 | Arvieux                      |         | 44° 47′ 31″ nord, 6° 43′ 54″ est |                |                    |      | Image manquante Téléverser                                                    |
| Chapelle Notre-Dame de Suanne                                                     | Aspremont                    |         | 44° 29′ 46″ nord, 5° 42′ 18″ est |                |                    |      | Image manquante Téléverser                                                    |
| Chapelle de l'Hôpital d'Aubessagne                                                | Aubessagne                   |         | 44° 45′ 50″ nord, 6° 00′ 56″ est |                |                    |      | Image manquante Téléverser                                                    |
| Chapelle de Combardenq                                                            | Aubessagne                   |         | 44° 46′ 17″ nord, 6° 00′ 16″ est |                |                    |      | Image manquante Téléverser                                                    |
| Chapelle de la Sainte-Croix de la Pierre                                          | Aubessagne                   |         | 44° 44′ 28″ nord, 6° 00′ 33″ est |                |                    |      | Chapelle de la Sainte-Croix de la Pierre                                      |
| Chapelle de Lantelmes                                                             | Aubessagne                   |         | 44° 43′ 27″ nord, 6° 02′ 39″ est |                |                    |      | Chapelle de Lantelmes                                                         |
| Chapelle Saint-Louis du Villardon                                                 | Aubessagne                   |         | 44° 43′ 35″ nord, 6° 02′ 23″ est | « IA00070740 » |                    |      | Chapelle Saint-Louis du Villardon                                             |
| Chapelle Saint-Pierre-et-Saint-Paul du Villard-Saint-Pierre                       | Aubessagne                   |         | 44° 42′ 58″ nord, 6° 03′ 13″ est |                |                    |      | Chapelle Saint-Pierre-et-Saint-Paul du Villard-Saint-Pierre                   |
| Chapelle des Costes                                                               | Aubessagne                   |         | 44° 44′ 49″ nord, 6° 02′ 20″ est |                |                    |      | Chapelle des Costes                                                           |
| Chapelle Notre-Dame-de-Pitié d'Avançon                                            | Avançon                      |         | 44° 31′ 35″ nord, 6° 11′ 15″ est |                |                    |      | Chapelle Notre-Dame-de-Pitié d'Avançon                                        |
| Chapelle des Pénitents de Barret-sur-Méouge                                       | Barret-sur-Méouge            |         | 44° 15′ 52″ nord, 5° 43′ 50″ est |                |                    |      | Image manquante Téléverser                                                    |
| Chapelle des Pénitents noirs de Briançon                                          | Briançon                     |         | 44° 53′ 55″ nord, 6° 38′ 38″ est | « PA00080525 » | Inscrit MH Clocher | 1973 | Chapelle des Pénitents noirs de Briançon                                      |
| Chapelle des Pénitents noirs de Forville                                          | Briançon                     |         | 44° 54′ 44″ nord, 6° 37′ 17″ est | « PA05000020 » | Inscrit MH         | 2015 | Image manquante Téléverser                                                    |
| Chapelle Saint-Antoine du Fontenil                                                | Briançon                     |         | 44° 54′ 12″ nord, 6° 39′ 23″ est |                |                    |      | Image manquante Téléverser                                                    |
| Chapelle Saint-Jean-Baptiste de Pramorel                                          | Briançon                     |         | 44° 55′ 01″ nord, 6° 36′ 41″ est | « IA05000720 » |                    |      | Image manquante Téléverser                                                    |
| Chapelle Saint-Joseph de Font Christiane                                          | Briançon                     |         | 44° 53′ 29″ nord, 6° 38′ 55″ est |                |                    |      | Image manquante Téléverser                                                    |
| Chapelle Saint-Roch du Chabas                                                     | Briançon                     |         | 44° 54′ 15″ nord, 6° 37′ 29″ est | « IA05000948 » |                    |      | Image manquante Téléverser                                                    |
| Chapelle Notre-Dame-des-Neiges-et-Saint-Antoine de Forville                       | Briançon                     |         | 44° 54′ 52″ nord, 6° 37′ 20″ est | « IA05000723 » |                    |      | Image manquante Téléverser                                                    |
| Chapelle Saint-Sébastien de Mas de Blais                                          | Briançon                     |         | 44° 54′ 52″ nord, 6° 37′ 20″ est | « IA05000709 » |                    |      | Image manquante Téléverser                                                    |
| Chapelle Saint-Sixte de Chamandrin                                                | Briançon                     |         | 44° 52′ 48″ nord, 6° 37′ 08″ est | « IA05000698 » |                    |      | Image manquante Téléverser                                                    |
| Chapelle Saint-Jacques de Poët-Morand                                             | Briançon                     |         | 44° 53′ 10″ nord, 6° 41′ 20″ est | « IA05000702 » |                    |      | Image manquante Téléverser                                                    |
| Chapelle de Champdarène                                                           | Bréziers                     |         | 44° 24′ 50″ nord, 6° 12′ 39″ est |                |                    |      | Image manquante Téléverser                                                    |
| Chapelle Saint-Antoine-de-Padoue de Chaumenc                                      | Bréziers                     |         | 44° 24′ 24″ nord, 6° 12′ 59″ est |                |                    |      | Image manquante Téléverser                                                    |
| Chapelle des Moulinières                                                          | Bréziers                     |         | 44° 25′ 27″ nord, 6° 11′ 10″ est |                |                    |      | Image manquante Téléverser                                                    |
| Chapelle Saint-Sixte de Bréziers                                                  | Bréziers                     |         | 44° 26′ 45″ nord, 6° 12′ 46″ est |                |                    |      | Image manquante Téléverser                                                    |
| Chapelle Saint-Arnoux dite chapelle des Michauds des Michels                      | Buissard                     |         | 44° 39′ 34″ nord, 6° 09′ 17″ est |                |                    |      | Chapelle Saint-Arnoux dite chapelle des Michauds des Michels                  |
| Chapelle de l'Immaculée-Conception de Ceillac                                     | Ceillac                      |         | 44° 40′ 05″ nord, 6° 46′ 42″ est | « IA05000216 » |                    |      | Image manquante Téléverser                                                    |
| Chapelle Saint-Antoine-de-Padoue de Ceillac                                       | Ceillac                      |         | 44° 40′ 00″ nord, 6° 46′ 30″ est | « IA05000215 » |                    |      | Image manquante Téléverser                                                    |
| Chapelle Saint-Bernard de Pied du Mélezet                                         | Ceillac                      |         | 44° 39′ 02″ nord, 6° 47′ 35″ est | « IA05000218 » |                    |      | Chapelle Saint-Bernard de Pied du Mélezet                                     |
| Chapelle Sainte-Anne du lac Sainte-Anne                                           | Ceillac                      |         | 44° 37′ 09″ nord, 6° 48′ 43″ est |                |                    |      | Image manquante Téléverser                                                    |
| Chapelle Sainte-Barbe du Villard                                                  | Ceillac                      |         | 44° 40′ 33″ nord, 6° 47′ 41″ est | « IA05000214 » |                    |      | Image manquante Téléverser                                                    |
| Chapelle Sainte-Marie-Madeleine de la Riaille                                     | Ceillac                      |         | 44° 38′ 18″ nord, 6° 48′ 56″ est | « IA05000217 » |                    |      | Image manquante Téléverser                                                    |
| Chapelle Saint-Michel de Cime-du-Mélezet                                          | Ceillac                      |         | 44° 38′ 39″ nord, 6° 48′ 11″ est | « IA05000951 » |                    |      | Image manquante Téléverser                                                    |
| Chapelle Saint-Ours de Rabinoux                                                   | Ceillac                      |         | 44° 40′ 30″ nord, 6° 48′ 34″ est |                |                    |      | Image manquante Téléverser                                                    |
| Chapelle Saint-Roch des Chalmettes                                                | Ceillac                      |         | 44° 40′ 10″ nord, 6° 49′ 08″ est | « IA05000213 » |                    |      | Image manquante Téléverser                                                    |
| Chapelle Saint-Barthélémy du Tioure                                               | Ceillac                      |         | 44° 40′ 36″ nord, 6° 48′ 16″ est | « IA05000952 » |                    |      | Image manquante Téléverser                                                    |
| Chapelle Saint-Jean-Baptiste du Bois-Noir                                         | Ceillac                      |         | 44° 39′ 37″ nord, 6° 50′ 47″ est | « IA05000211 » |                    |      | Image manquante Téléverser                                                    |
| Chapelle Saint-Pierre-et-Saint-Paul de Rioufenc                                   | Ceillac                      |         | 44° 39′ 41″ nord, 6° 50′ 22″ est | « IA05000212 » |                    |      | Image manquante Téléverser                                                    |
| Chapelle Saint-Claude de Prafauchier                                              | Cervières                    |         | 44° 51′ 54″ nord, 6° 47′ 21″ est | « IA05000756 » |                    |      | Chapelle Saint-Claude de Prafauchier                                          |
| Chapelle Saint-Pierre-ès-Liens des Chalps                                         | Cervières                    |         | 44° 51′ 30″ nord, 6° 47′ 56″ est |                |                    |      | Image manquante Téléverser                                                    |
| Chapelle de Terre Rouge                                                           | Cervières                    |         | 44° 52′ 27″ nord, 6° 41′ 19″ est |                |                    |      | Image manquante Téléverser                                                    |
| Chapelle Notre-Dame-des-Neiges des Fonts                                          | Cervières                    |         | 44° 50′ 40″ nord, 6° 48′ 59″ est | « IA05000742 » |                    |      | Chapelle Notre-Dame-des-Neiges des Fonts                                      |
| Chapelle Sainte-Élisabeth de la Chau                                              | Cervières                    |         | 44° 52′ 49″ nord, 6° 45′ 03″ est | « IA05000749 » |                    |      | Image manquante Téléverser                                                    |
| Chapelle Sainte-Marie-Madeleine de l'Alp-du-Pied                                  | Cervières                    |         | 44° 52′ 34″ nord, 6° 42′ 49″ est | « IA05000732 » |                    |      | Image manquante Téléverser                                                    |
| Chapelle Saint-Jean-Baptiste du Laus                                              | Cervières                    |         | 44° 51′ 21″ nord, 6° 43′ 37″ est | « IA05000750 » |                    |      | Chapelle Saint-Jean-Baptiste du Laus                                          |
| Chapelle Saint-Pierre du Bourget                                                  | Cervières                    |         | 44° 52′ 30″ nord, 6° 46′ 21″ est | « IA05000733 » |                    |      | Chapelle Saint-Pierre du Bourget                                              |
| Chapelle Saint-Roch des Fraches                                                   | Cervières                    |         | 44° 53′ 08″ nord, 6° 45′ 21″ est | « IA05000744 » |                    |      | Image manquante Téléverser                                                    |
| Chapelle Saint-Gervais-et-Saint-Protais du Blétonnet                              | Cervières                    |         | 44° 50′ 54″ nord, 6° 44′ 14″ est | « IA05000910 » |                    |      | Chapelle Saint-Gervais-et-Saint-Protais du Blétonnet                          |
| Chapelle de la Nativité-de-la-Vierge de la Haute-Plaine                           | Chabottes                    |         | 44° 38′ 39″ nord, 6° 10′ 19″ est | « IA00070601 » |                    |      | Chapelle de la Nativité-de-la-Vierge de la Haute-Plaine                       |
| Chapelle Saint-Laurent de Rame                                                    | Champcella                   |         | 44° 44′ 13″ nord, 6° 34′ 33″ est | « IA05000480 » |                    |      | Image manquante Téléverser                                                    |
| Chapelle des Fermonds                                                             | Champoléon                   |         | 44° 43′ 27″ nord, 6° 14′ 49″ est | « IA00049707 » |                    |      | Chapelle des Fermonds                                                         |
| Chapelle Notre-Dame des Martins                                                   | Champoléon                   |         | 44° 42′ 35″ nord, 6° 15′ 55″ est | « IA00049714 » |                    |      | Chapelle Notre-Dame des Martins                                               |
| Chapelle des Dix-Mille-Martyrs de Laye                                            | Champoléon                   |         | 44° 41′ 07″ nord, 6° 16′ 47″ est | « IA00049712 » |                    |      | Image manquante Téléverser                                                    |
| Chapelle Saint-Jean-Baptiste des Gondouins                                        | Champoléon                   |         | 44° 43′ 43″ nord, 6° 15′ 01″ est | « IA00049709 » |                    |      | Chapelle Saint-Jean-Baptiste des Gondouins                                    |
| Chapelle Notre-Dame-du-Serre du Châtelard                                         | Champoléon                   |         | 44° 43′ 47″ nord, 6° 14′ 53″ est | « IA00049701 » |                    |      | Image manquante Téléverser                                                    |
| Chapelle Sainte-Anne des Courtilles                                               | Chanousse                    |         | 44° 22′ 40″ nord, 5° 39′ 06″ est |                |                    |      | Image manquante Téléverser                                                    |
| Chapelle Saint-Jacques de Baie de Chanteloube                                     | Chorges                      |         | 44° 30′ 57″ nord, 6° 18′ 14″ est |                |                    |      | Image manquante Téléverser                                                    |
| Chapelle Saint-Louis-de-Gonzague des Olliviers                                    | Chorges                      |         | 44° 31′ 53″ nord, 6° 15′ 52″ est |                |                    |      | Chapelle Saint-Louis-de-Gonzague des Olliviers                                |
| Chapelle Saint-Pélade du Fein                                                     | Chorges                      |         | 44° 30′ 56″ nord, 6° 16′ 18″ est |                |                    |      | Image manquante Téléverser                                                    |
| Chapelle Saint-Pierre du Bourget                                                  | Chorges                      |         | 44° 33′ 43″ nord, 6° 17′ 47″ est |                |                    |      | Image manquante Téléverser                                                    |
| Chapelle Saint-Roch des Bernards                                                  | Chorges                      |         | 44° 32′ 14″ nord, 6° 18′ 55″ est |                |                    |      | Image manquante Téléverser                                                    |
| Chapelle de pénitents de Prats-Hauts                                              | Château-Ville-Vieille        |         | 44° 45′ 09″ nord, 6° 50′ 27″ est | « PA05000021 » | Inscrit MH         | 2015 | Image manquante Téléverser                                                    |
| Chapelle de Montbardon                                                            | Château-Ville-Vieille        |         | 44° 43′ 21″ nord, 6° 46′ 12″ est |                |                    |      | Image manquante Téléverser                                                    |
| Chapelle des Pénitents de Ville-Vieille                                           | Château-Ville-Vieille        |         | 44° 45′ 35″ nord, 6° 49′ 18″ est | « IA00124897 » |                    |      | Chapelle des Pénitents de Ville-Vieille                                       |
| Chapelle du château Queyras                                                       | Château-Ville-Vieille        |         | 44° 45′ 27″ nord, 6° 47′ 35″ est |                |                    |      | Image manquante Téléverser                                                    |
| Chapelle Saint-Jean de la Chapelue                                                | Château-Ville-Vieille        |         | 44° 43′ 09″ nord, 6° 45′ 44″ est | « IA00124876 » |                    |      | Image manquante Téléverser                                                    |
| Chapelle Saint-Pierre de Souliers                                                 | Château-Ville-Vieille        |         | 44° 46′ 35″ nord, 6° 46′ 03″ est | « IA00124893 » |                    |      | Image manquante Téléverser                                                    |
| Chapelle Notre-Dame-de-l'Assomption de Fort-Queyras                               | Château-Ville-Vieille        |         | 44° 45′ 17″ nord, 6° 47′ 07″ est | « IA00124903 » |                    |      | Image manquante Téléverser                                                    |
| Chapelle Notre-Dame-de-la-Visitation du Chalvet-des-Borels                        | Château-Ville-Vieille        |         | 44° 46′ 52″ nord, 6° 50′ 20″ est | « IA00124874 » |                    |      | Image manquante Téléverser                                                    |
| Chapelle Saint-Jacques-et-Saint-Philippe du Serre-des-Chabrands                   | Château-Ville-Vieille        |         | 44° 44′ 33″ nord, 6° 49′ 55″ est | « IA00124892 » |                    |      | Image manquante Téléverser                                                    |
| Chapelle Saint-Charles Borromée de Château-Ville-Vieille                          | Château-Ville-Vieille        |         | 44° 45′ 52″ nord, 6° 47′ 25″ est | « IA00124889 » |                    |      | Image manquante Téléverser                                                    |
| Chapelle de Clot du Riou                                                          | Château-Ville-Vieille        |         | 44° 45′ 56″ nord, 6° 46′ 43″ est | « IA00124877 » |                    |      | Image manquante Téléverser                                                    |
| Chapelle Saint-Augustin des Prats-Bas                                             | Château-Ville-Vieille        |         | 44° 45′ 03″ nord, 6° 50′ 10″ est | « IA00124887 » |                    |      | Image manquante Téléverser                                                    |
| Chapelle Saint-Roch de Meyries                                                    | Château-Ville-Vieille        |         | 44° 45′ 57″ nord, 6° 48′ 20″ est | « IA00124879 » |                    |      | Image manquante Téléverser                                                    |
| Chapelle Saint-Roch de Châteauroux-les-Alpes                                      | Châteauroux-les-Alpes        |         | 44° 36′ 32″ nord, 6° 30′ 46″ est |                |                    |      | Image manquante Téléverser                                                    |
| Chapelle Saint-Étienne de Châteauroux-les-Alpes                                   | Châteauroux-les-Alpes        |         | 44° 37′ 34″ nord, 6° 31′ 43″ est |                |                    |      | Image manquante Téléverser                                                    |
| Chapelle Sainte-Catherine de Châteauroux-les-Alpes                                | Châteauroux-les-Alpes        |         | 44° 36′ 55″ nord, 6° 31′ 56″ est |                |                    |      | Image manquante Téléverser                                                    |
| Chapelle Saint-Jacques de Rabioux                                                 | Châteauroux-les-Alpes        |         | 44° 37′ 17″ nord, 6° 32′ 40″ est |                |                    |      | Image manquante Téléverser                                                    |
| Chapelle Saint-Pierre de Châteauroux-les-Alpes                                    | Châteauroux-les-Alpes        |         | 44° 39′ 11″ nord, 6° 31′ 29″ est |                |                    |      | Image manquante Téléverser                                                    |
| Chapelle Saint-Alban de Châteauroux les Alpes                                     | Châteauroux-les-Alpes        |         | 44° 38′ 08″ nord, 6° 33′ 27″ est |                |                    |      | Image manquante Téléverser                                                    |
| Chapelle Saint-Benoît du Bois                                                     | Crots                        |         | 44° 30′ 54″ nord, 6° 26′ 44″ est |                |                    |      | Image manquante Téléverser                                                    |
| Chapelle de Montmirail de Crots                                                   | Crots                        |         | 44° 31′ 43″ nord, 6° 26′ 14″ est |                |                    |      | Chapelle de Montmirail de Crots                                               |
| Chapelle Saint-Florent de La Montagne                                             | Crots                        |         | 44° 29′ 33″ nord, 6° 28′ 30″ est |                |                    |      | Image manquante Téléverser                                                    |
| Chapelle Saint-Pierre du Cirque de Morgon                                         | Crots                        |         | 44° 28′ 56″ nord, 6° 25′ 19″ est |                |                    |      | Image manquante Téléverser                                                    |
| Chapelle Notre-Dame-du-Lauzerot de Crots                                          | Crots                        |         | 44° 28′ 51″ nord, 6° 29′ 11″ est |                |                    |      | Image manquante Téléverser                                                    |
| Chapelle Sainte-Madeleine de Beauvillard                                          | Crots                        |         | 44° 31′ 18″ nord, 6° 27′ 31″ est |                |                    |      | Image manquante Téléverser                                                    |
| Chapelle Saint-Jean de la Chalp                                                   | Crévoux                      |         | 44° 32′ 53″ nord, 6° 37′ 15″ est |                |                    |      | Chapelle Saint-Jean de la Chalp                                               |
| Chapelle Saint-Antoine de Praveyral                                               | Crévoux                      |         | 44° 32′ 59″ nord, 6° 35′ 44″ est |                |                    |      | Image manquante Téléverser                                                    |
| Chapelle Sainte-Anne du Pré                                                       | Dévoluy                      |         | 44° 41′ 12″ nord, 5° 56′ 52″ est |                |                    |      | Image manquante Téléverser                                                    |
| Chapelle Sainte-Brigitte du Collet                                                | Dévoluy                      |         | 44° 43′ 12″ nord, 5° 55′ 34″ est |                |                    |      | Image manquante Téléverser                                                    |
| Chapelle Saint-Grégoire de Rioupes                                                | Dévoluy                      |         | 44° 42′ 19″ nord, 5° 54′ 23″ est |                |                    |      | Image manquante Téléverser                                                    |
| Chapelle Saint-Jean-Baptiste de Truchières                                        | Dévoluy                      |         | 44° 43′ 33″ nord, 5° 53′ 19″ est |                |                    |      | Image manquante Téléverser                                                    |
| Chapelle Saint-Joseph de Truziaud                                                 | Dévoluy                      |         | 44° 40′ 58″ nord, 5° 57′ 18″ est |                |                    |      | Chapelle Saint-Joseph de Truziaud                                             |
| Chapelle Saint-Laurent-et-Saint-André de l'Enclus                                 | Dévoluy                      |         | 44° 39′ 56″ nord, 5° 56′ 46″ est |                |                    |      | Image manquante Téléverser                                                    |
| Chapelle Saint-Pierre-aux-Liens de Gier-le-Courtil                                | Dévoluy                      |         | 44° 42′ 24″ nord, 5° 55′ 22″ est |                |                    |      | Image manquante Téléverser                                                    |
| Chapelle Saint-Roch-et-Saint-Antoine des Cipières                                 | Dévoluy                      |         | 44° 40′ 54″ nord, 5° 56′ 42″ est |                |                    |      | Image manquante Téléverser                                                    |
| Chapelle du Petit-Puy d'Embrun                                                    | Embrun                       |         | 44° 33′ 56″ nord, 6° 29′ 49″ est |                |                    |      | Image manquante Téléverser                                                    |
| Chapelle des Séyères                                                              | Embrun                       |         | 44° 35′ 23″ nord, 6° 26′ 52″ est |                |                    |      | Chapelle des Séyères                                                          |
| Chapelle Saint-Jean-Baptiste d'Embrun                                             | Embrun                       |         | 44° 34′ 32″ nord, 6° 28′ 42″ est |                |                    |      | Image manquante Téléverser                                                    |
| Chapelle Saint Roch de Petit Puy                                                  | Embrun                       |         | 44° 33′ 43″ nord, 6° 27′ 45″ est |                |                    |      | Image manquante Téléverser                                                    |
| Chapelle Saint-Jean-Baptiste de Vière                                             | Espinasses                   |         | 44° 30′ 09″ nord, 6° 14′ 43″ est |                |                    |      | Image manquante Téléverser                                                    |
| Chapelle Saint-Claude du Cros                                                     | Eygliers                     |         | 44° 40′ 57″ nord, 6° 37′ 24″ est |                |                    |      | Image manquante Téléverser                                                    |
| Chapelle Sainte-Marie-Madeleine de La Font-d'Eygliers                             | Eygliers                     |         | 44° 40′ 32″ nord, 6° 38′ 54″ est |                |                    |      | Image manquante Téléverser                                                    |
| Chapelle Saint-Guillaume d'Eygliers                                               | Eygliers                     |         | 44° 40′ 03″ nord, 6° 37′ 11″ est | « IA05000925 » |                    |      | Image manquante Téléverser                                                    |
| Chapelle Saint-Jean-Baptiste d'Eygliers                                           | Eygliers                     |         | 44° 40′ 33″ nord, 6° 38′ 09″ est |                |                    |      | Image manquante Téléverser                                                    |
| Chapelle Saint-Barthélemy de Gros                                                 | Eygliers                     |         | 44° 40′ 32″ nord, 6° 40′ 12″ est |                |                    |      | Image manquante Téléverser                                                    |
| Chapelle Saint-Claude du Cros d'Eygliers                                          | Eygliers                     |         | 44° 40′ 57″ nord, 6° 37′ 24″ est |                |                    |      | Image manquante Téléverser                                                    |
| Chapelle Saint-Antoine du Forest                                                  | Forest-Saint-Julien          |         | 44° 38′ 43″ nord, 6° 07′ 54″ est |                |                    |      | Chapelle Saint-Antoine du Forest                                              |
| Chapelle des Tournoux de Fouillouse                                               | Fouillouse                   |         | 44° 26′ 41″ nord, 6° 00′ 35″ est |                |                    |      | Image manquante Téléverser                                                    |
| Chapelle du Saint-Cœur-de-Marie de Gap                                            | Gap                          |         | 44° 33′ 41″ nord, 6° 05′ 00″ est | « PA00080567 » | Classé MH          | 1990 | Image manquante Téléverser                                                    |
| Chapelle des Émeyères                                                             | Gap                          |         | 44° 32′ 06″ nord, 6° 05′ 26″ est |                |                    |      | Image manquante Téléverser                                                    |
| Chapelle des Pénitents blancs de Gap                                              | Gap                          |         | 44° 33′ 35″ nord, 6° 04′ 45″ est |                |                    |      | Image manquante Téléverser                                                    |
| Chapelle du grand Séminaire de l'Adret                                            | Gap                          |         | 44° 33′ 32″ nord, 6° 04′ 24″ est |                |                    |      | Image manquante Téléverser                                                    |
| Chapelle Notre-Dame de la Garde de Gap                                            | Gap                          |         | 44° 33′ 28″ nord, 6° 01′ 59″ est |                |                    |      | Image manquante Téléverser                                                    |
| Chapelle Notre-Dame des Jaussauds                                                 | Gap                          |         | 44° 36′ 08″ nord, 6° 07′ 09″ est |                |                    |      | Image manquante Téléverser                                                    |
| Chapelle Sainte-Marguerite de Sainte-Marguerite                                   | Gap                          |         | 44° 31′ 27″ nord, 6° 04′ 23″ est |                |                    |      | Image manquante Téléverser                                                    |
| Chapelle Sainte-Marie-Madeleine de Chauvet                                        | Gap                          |         | 44° 36′ 21″ nord, 6° 04′ 53″ est |                |                    |      | Image manquante Téléverser                                                    |
| Chapelle Saint-Grégoire des Farreaux                                              | Gap                          |         | 44° 37′ 34″ nord, 6° 04′ 50″ est |                |                    |      | Chapelle Saint-Grégoire des Farreaux                                          |
| Chapelle Saint-Jacques-le-Mineur de la Tourronde                                  | Gap                          |         | 44° 31′ 09″ nord, 6° 03′ 04″ est |                |                    |      | Image manquante Téléverser                                                    |
| Chapelle Saint-Jean de Saint-Jean                                                 | Gap                          |         | 44° 31′ 41″ nord, 6° 02′ 07″ est |                |                    |      | Image manquante Téléverser                                                    |
| Chapelle Saint-Louis de Charance                                                  | Gap                          |         | 44° 34′ 15″ nord, 6° 03′ 28″ est |                |                    |      | Image manquante Téléverser                                                    |
| Chapelle Saint-Pierre de Treschâtel                                               | Gap                          |         | 44° 32′ 52″ nord, 6° 06′ 03″ est |                |                    |      | Image manquante Téléverser                                                    |
| Chapelle Sainte-Anne de Gap                                                       | Gap                          |         | 44° 33′ 01″ nord, 6° 01′ 00″ est |                |                    |      | Image manquante Téléverser                                                    |
| Chapelle Notre-Dame-des-Neiges-et-Saint-Ours de Guillestre                        | Guillestre                   |         | 44° 39′ 27″ nord, 6° 39′ 10″ est | « PA00080575 » | Inscrit MH         | 1986 | Image manquante Téléverser                                                    |
| Chapelle des Pénitents de Guillestre                                              | Guillestre                   |         | 44° 39′ 34″ nord, 6° 38′ 57″ est |                |                    |      | Chapelle des Pénitents de Guillestre                                          |
| Chapelle de la Maison de Retraite de Guillestre                                   | Guillestre                   |         | 44° 39′ 47″ nord, 6° 39′ 20″ est |                |                    |      | Image manquante Téléverser                                                    |
| Chapelle Saint-Sébastien de Guillestre                                            | Guillestre                   |         | 44° 39′ 36″ nord, 6° 38′ 38″ est | « IA05000282 » |                    |      | Image manquante Téléverser                                                    |
| Chapelle Saint-Roch de Guillestre                                                 | Guillestre                   |         | 44° 39′ 38″ nord, 6° 38′ 26″ est |                |                    |      | Image manquante Téléverser                                                    |
| Chapelle Saint-Jean-Baptiste des chalets de Bramousse                             | Guillestre                   |         | 44° 41′ 56″ nord, 6° 45′ 44″ est | « IA05000296 » |                    |      | Image manquante Téléverser                                                    |
| Chapelle Notre-Dame-des-Trois-Châteaux de Jarjayes                                | Jarjayes                     |         | 44° 30′ 16″ nord, 6° 06′ 40″ est |                |                    |      | Chapelle Notre-Dame-des-Trois-Châteaux de Jarjayes                            |
| Chapelle Saint-Pierre de Jarjayes                                                 | Jarjayes                     |         | 44° 30′ 44″ nord, 6° 06′ 56″ est |                |                    |      | Chapelle Saint-Pierre de Jarjayes                                             |
| Chapelle Saint-Jean de L'Argentière-la-Bessée                                     | L'Argentière-la-Bessée       |         | 44° 47′ 10″ nord, 6° 33′ 17″ est | « PA00080517 » | Classé MH          | 1886 | Chapelle Saint-Jean de L'Argentière-la-Bessée                                 |
| Chapelle Saint-Pierre-et-Saint-Paul du Serre                                      | L'Argentière-la-Bessée       |         | 44° 47′ 20″ nord, 6° 33′ 12″ est | « IA05000484 » |                    |      | Image manquante Téléverser                                                    |
| Chapelle Saint-Roch de la Blachière                                               | L'Argentière-la-Bessée       |         | 44° 47′ 13″ nord, 6° 32′ 22″ est | « IA05000999 » |                    |      | Image manquante Téléverser                                                    |
| Chapelle Sainte-Thérèse-des-Cités de L'Argentière-la-Bessée                       | L'Argentière-la-Bessée       |         | 44° 47′ 36″ nord, 6° 33′ 37″ est | « IA05000998 » |                    |      | Image manquante Téléverser                                                    |
| Chapelle Saint-Antoine-Ermite-et-Saint-Louis du Plan-des-Léothaud                 | L'Argentière-la-Bessée       |         | 44° 46′ 34″ nord, 6° 33′ 18″ est | « IA05000482 » |                    |      | Image manquante Téléverser                                                    |
| Chapelle Saint-Sébastien de L'Épine                                               | L'Épine                      |         | 44° 25′ 03″ nord, 6° 37′ 09″ est |                |                    |      | Image manquante Téléverser                                                    |
| Chapelle Saint-Pancrace de La Bâtie-Neuve                                         | La Bâtie-Neuve               |         | 44° 34′ 12″ nord, 6° 13′ 05″ est |                |                    |      | Chapelle Saint-Pancrace de La Bâtie-Neuve                                     |
| Chapelle Saint-Antoine de Grand-Larra                                             | La Bâtie-Vieille             |         | 44° 34′ 09″ nord, 6° 08′ 52″ est |                |                    |      | Image manquante Téléverser                                                    |
| Chapelle du Sarret du Chaussendent                                                | La Chapelle-en-Valgaudémar   |         | 44° 49′ 00″ nord, 6° 11′ 26″ est |                |                    |      | Image manquante Téléverser                                                    |
| Chapelle Saint-François-d'Assise du Roux                                          | La Chapelle-en-Valgaudémar   |         | 44° 48′ 46″ nord, 6° 06′ 46″ est |                |                    |      | Chapelle Saint-François-d'Assise du Roux                                      |
| Chapelle Saint-Jean-Baptiste de Navette                                           | La Chapelle-en-Valgaudémar   |         | 44° 47′ 45″ nord, 6° 12′ 11″ est |                |                    |      | Chapelle Saint-Jean-Baptiste de Navette                                       |
| Chapelle Saint-Joseph des Andrieux                                                | La Chapelle-en-Valgaudémar   |         | 44° 49′ 15″ nord, 6° 09′ 58″ est |                |                    |      | Chapelle Saint-Joseph des Andrieux                                            |
| Chapelle du Bas-Lieu                                                              | La Chapelle-en-Valgaudémar   |         | 44° 49′ 14″ nord, 6° 09′ 42″ est |                |                    |      | Image manquante Téléverser                                                    |
| Chapelle du Rif-du-Sap à La Chapelle-en-Valgaudémar                               | La Chapelle-en-Valgaudémar   |         | 44° 49′ 35″ nord, 6° 15′ 38″ est |                |                    |      | Image manquante Téléverser                                                    |
| Chapelle du Bourg en Valgaudemar                                                  | La Chapelle-en-Valgaudémar   |         | 44° 49′ 24″ nord, 6° 14′ 00″ est |                |                    |      | Chapelle du Bourg en Valgaudemar                                              |
| Chapelle Notre-Dame de Bois-Vert                                                  | La Fare-en-Champsaur         |         | 44° 39′ 59″ nord, 6° 03′ 23″ est | « IA00070616 » |                    |      | Chapelle Notre-Dame de Bois-Vert                                              |
| Chapelle Saint-Joseph des Allards                                                 | La Fare-en-Champsaur         |         | 44° 40′ 44″ nord, 6° 03′ 54″ est | « IA00070615 » |                    |      | Chapelle Saint-Joseph des Allards                                             |
| Chapelle de Saint-Jean de Seille                                                  | La Faurie                    |         | 44° 33′ 19″ nord, 5° 45′ 01″ est |                |                    |      | Image manquante Téléverser                                                    |
| Chapelle Notre-Dame des Pons                                                      | La Freissinouse              |         | 44° 31′ 15″ nord, 6° 00′ 01″ est |                |                    |      | Image manquante Téléverser                                                    |
| Chapelle des Pénitents de La Grave                                                | La Grave                     |         | 45° 02′ 46″ nord, 6° 18′ 17″ est | « IA00049817 » |                    |      | Chapelle des Pénitents de La Grave                                            |
| Chapelle du Saint-Esprit-et-Sainte-Marie-Magdeleine des Fréaux                    | La Grave                     |         | 45° 02′ 36″ nord, 6° 17′ 00″ est |                |                    |      | Image manquante Téléverser                                                    |
| Chapelle Notre-Dame-de-Bon-Secours dite aussi Notre-Dame-du-Bon-Repos du Chazelet | La Grave                     |         | 45° 02′ 52″ nord, 6° 17′ 12″ est |                |                    |      | Image manquante Téléverser                                                    |
| Chapelle Notre-Dame-de-Pitié de La Grave                                          | La Grave                     |         | 45° 02′ 49″ nord, 6° 18′ 19″ est | « IA00049818 » |                    |      | Image manquante Téléverser                                                    |
| Chapelle Notre-Dame-de-Tout-Secours des Hières                                    | La Grave                     |         | 45° 03′ 26″ nord, 6° 18′ 56″ est |                |                    |      | Image manquante Téléverser                                                    |
| Chapelle Saint-Antoine-de-Padoue de Rivet du Pied                                 | La Grave                     |         | 45° 03′ 51″ nord, 6° 16′ 48″ est | « IA00049825 » |                    |      | Image manquante Téléverser                                                    |
| Chapelle Sainte-Luce du Puy-Golèfre                                               | La Grave                     |         | 45° 03′ 06″ nord, 6° 19′ 05″ est | « IA00049824 » |                    |      | Image manquante Téléverser                                                    |
| Chapelle Saint-Jacques de Ventelon                                                | La Grave                     |         | 45° 03′ 05″ nord, 6° 18′ 28″ est |                |                    |      | Image manquante Téléverser                                                    |
| Chapelle de Pramailler de Valfroide                                               | La Grave                     |         | 45° 03′ 54″ nord, 6° 19′ 53″ est |                |                    |      | Image manquante Téléverser                                                    |
| Chapelle Saint-Michel de Pra Reboul                                               | La Roche-de-Rame             |         | 44° 43′ 23″ nord, 6° 35′ 31″ est |                |                    |      | Image manquante Téléverser                                                    |
| Chapelle Saint-Roch de Géro                                                       | La Roche-de-Rame             |         | 44° 45′ 43″ nord, 6° 34′ 31″ est |                |                    |      | Image manquante Téléverser                                                    |
| Chapelle de Sauveterre de La Roche-des-Arnauds                                    | La Roche-des-Arnauds         |         | 44° 33′ 56″ nord, 5° 55′ 59″ est |                |                    |      | Image manquante Téléverser                                                    |
| Chapelle Saint-Barthélemy de La Salle-les-Alpes                                   | La Salle-les-Alpes           |         | 44° 56′ 41″ nord, 6° 34′ 05″ est | « PA00080621 » | Classé MH          | 1976 | Image manquante Téléverser                                                    |
| Chapelle Saint-Jean-Baptiste-des-Pananches de La Salle-les-Alpes                  | La Salle-les-Alpes           |         | 44° 56′ 22″ nord, 6° 34′ 58″ est | « PA00080622 » | Inscrit MH         | 1988 | Chapelle Saint-Jean-Baptiste-des-Pananches de La Salle-les-Alpes              |
| Chapelle Sainte-Barbe de La Chirouze                                              | La Salle-les-Alpes           |         | 44° 56′ 30″ nord, 6° 34′ 27″ est |                |                    |      | Image manquante Téléverser                                                    |
| Chapelle Notre-Dame-d'Espérance de La Salle-les-Alpes                             | La Salle-les-Alpes           |         | 44° 56′ 39″ nord, 6° 34′ 26″ est | « PA05000022 » | Inscrit MH         | 2015 | Image manquante Téléverser                                                    |
| Chapelle Sainte-Luce de Villeneuve                                                | La Salle-les-Alpes           |         | 44° 56′ 41″ nord, 6° 33′ 54″ est |                |                    |      | Chapelle Sainte-Luce de Villeneuve                                            |
| Chapelle Sainte-Madeleine de Laragne-Montéglin                                    | Laragne-Montéglin            |         | 44° 18′ 49″ nord, 5° 49′ 56″ est |                |                    |      | Image manquante Téléverser                                                    |
| Chapelle castrale d'Arzeliers                                                     | Laragne-Montéglin            |         | 44° 20′ 52″ nord, 5° 48′ 31″ est |                |                    |      | Image manquante Téléverser                                                    |
| Chapelle de la Nativité-de-la-Vierge de Brutinel                                  | Laye                         |         | 44° 39′ 43″ nord, 6° 05′ 00″ est |                |                    |      | Chapelle de la Nativité-de-la-Vierge de Brutinel                              |
| Chapelle Notre-Dame-de-Bon-Secours de Villard-de-Laye                             | Laye                         |         | 44° 39′ 03″ nord, 6° 04′ 37″ est |                |                    |      | Image manquante Téléverser                                                    |
| Chapelle Notre-Dame-de-l'Annonciation de Pouillardenq                             | Le Glaizil                   |         | 44° 44′ 11″ nord, 5° 59′ 34″ est |                |                    |      | Image manquante Téléverser                                                    |
| Chapelle Saint-Martin du Monêtier-les-Bains                                       | Le Monêtier-les-Bains        |         | 44° 58′ 39″ nord, 6° 30′ 24″ est | « PA00080582 » | Classé MH          | 1989 | Image manquante Téléverser                                                    |
| Chapelle Saint-André du Monêtier-les-Bains                                        | Le Monêtier-les-Bains        |         | 44° 58′ 29″ nord, 6° 30′ 32″ est | « PA00080581 » | Classé MH          | 1990 | Image manquante Téléverser                                                    |
| Chapelle Saint-Pierre du Monêtier-les-Bains                                       | Le Monêtier-les-Bains        |         | 44° 58′ 33″ nord, 6° 30′ 27″ est | « PA00080583 » | Inscrit MH         | 1987 | Chapelle Saint-Pierre du Monêtier-les-Bains                                   |
| Chapelle commémorative des Fusillés du 11 août 1944 de Col du Lautaret            | Le Monêtier-les-Bains        |         | 45° 02′ 10″ nord, 6° 24′ 17″ est |                |                    |      | Image manquante Téléverser                                                    |
| Chapelle de Font-Cibert                                                           | Le Monêtier-les-Bains        |         | 45° 01′ 09″ nord, 6° 27′ 24″ est |                |                    |      | Image manquante Téléverser                                                    |
| Chapelle des Pénitents du Casset                                                  | Le Monêtier-les-Bains        |         | 44° 59′ 19″ nord, 6° 28′ 49″ est |                |                    |      | Image manquante Téléverser                                                    |
| Chapelle Notre-Dame-des-Sept-Douleurs du Casset                                   | Le Monêtier-les-Bains        |         | 44° 59′ 11″ nord, 6° 28′ 59″ est |                |                    |      | Image manquante Téléverser                                                    |
| Chapelle Notre-Dame-du-Mont-Carmel de l'Alpe du Lauzet                            | Le Monêtier-les-Bains        |         | 45° 01′ 28″ nord, 6° 28′ 21″ est |                |                    |      | Image manquante Téléverser                                                    |
| Chapelle Sainte-Apollonie des Guibertes                                           | Le Monêtier-les-Bains        |         | 44° 57′ 56″ nord, 6° 31′ 55″ est |                |                    |      | Image manquante Téléverser                                                    |
| Chapelle Sainte-Madeleine de la Madeleine                                         | Le Monêtier-les-Bains        |         | 45° 02′ 05″ nord, 6° 26′ 08″ est |                |                    |      | Image manquante Téléverser                                                    |
| Chapelle Sainte-Marguerite des Sagnères                                           | Le Monêtier-les-Bains        |         | 44° 58′ 14″ nord, 6° 29′ 16″ est |                |                    |      | Image manquante Téléverser                                                    |
| Chapelle Saint-Joseph du Lauzet                                                   | Le Monêtier-les-Bains        |         | 45° 00′ 47″ nord, 6° 27′ 51″ est |                |                    |      | Image manquante Téléverser                                                    |
| Chapelle Saint-Mamet-et-Sainte-Victoire du Serre-Barbin                           | Le Monêtier-les-Bains        |         | 44° 57′ 32″ nord, 6° 32′ 45″ est |                |                    |      | Image manquante Téléverser                                                    |
| Chapelle Saint-Michel de Peyra-Juana                                              | Le Monêtier-les-Bains        |         | 44° 57′ 47″ nord, 6° 30′ 50″ est |                |                    |      | Image manquante Téléverser                                                    |
| Chapelle Notre-Dame-du-Laus et de la Nativité-de-la-Sainte-Vierge des Evarras     | Le Noyer                     |         | 44° 42′ 51″ nord, 6° 00′ 50″ est |                |                    |      | Chapelle Notre-Dame-du-Laus et de la Nativité-de-la-Sainte-Vierge des Evarras |
| Chapelle Sainte-Anne du Poët                                                      | Le Poët                      |         | 44° 17′ 19″ nord, 5° 53′ 50″ est |                |                    |      | Image manquante Téléverser                                                    |
| Chapelle Saint-Martin du Sauze-du-Lac                                             | Le Sauze-du-Lac              |         | 44° 28′ 51″ nord, 6° 19′ 54″ est |                |                    |      | Image manquante Téléverser                                                    |
| Chapelle des Ribes                                                                | Les Orres                    |         | 44° 30′ 46″ nord, 6° 34′ 08″ est |                |                    |      | Image manquante Téléverser                                                    |
| Chapelle Saint-Pierre des Orres                                                   | Les Orres                    |         | 44° 30′ 53″ nord, 6° 33′ 51″ est |                |                    |      | Image manquante Téléverser                                                    |
| Chapelle Sainte-Marguerite des Orres                                              | Les Orres                    |         | 44° 29′ 55″ nord, 6° 33′ 20″ est |                |                    |      | Image manquante Téléverser                                                    |
| Chapelle du château des Orres                                                     | Les Orres                    |         | 44° 31′ 01″ nord, 6° 34′ 30″ est |                |                    |      | Image manquante Téléverser                                                    |
| Chapelle Saint-Claude de La Bâtie                                                 | Les Vigneaux                 |         | 44° 48′ 43″ nord, 6° 33′ 32″ est | « PA00080635 » | Inscrit MH         | 1983 | Chapelle Saint-Claude de La Bâtie                                             |
| Chapelle Notre-Dame-de-Rives de Lettret                                           | Lettret                      |         | 44° 28′ 05″ nord, 6° 04′ 21″ est |                |                    |      | Image manquante Téléverser                                                    |
| Chapelle Saint-Roch de Manteyer                                                   | Manteyer                     |         | 44° 33′ 07″ nord, 5° 56′ 51″ est |                |                    |      | Image manquante Téléverser                                                    |
| Chapelle Sainte-Élisabeth de Molines-en-Queyras                                   | Molines-en-Queyras           |         | 44° 43′ 52″ nord, 6° 50′ 32″ est |                |                    |      | Image manquante Téléverser                                                    |
| Chapelle Saint-Simon de Molines-en-Queyras                                        | Molines-en-Queyras           |         | 44° 43′ 30″ nord, 6° 49′ 16″ est | « IA00124924 » |                    |      | Image manquante Téléverser                                                    |
| Chapelle Saint-Sébastien de Pierre-Grosse                                         | Molines-en-Queyras           |         | 44° 43′ 31″ nord, 6° 51′ 38″ est |                |                    |      | Image manquante Téléverser                                                    |
| Chapelle du Coin de Molines en Queyras                                            | Molines-en-Queyras           |         | 44° 43′ 36″ nord, 6° 52′ 30″ est |                |                    |      | Image manquante Téléverser                                                    |
| Chapelle Saint-Antoine de Creyers                                                 | Montbrand                    |         | 44° 35′ 12″ nord, 5° 39′ 20″ est |                |                    |      | Chapelle Saint-Antoine de Creyers                                             |
| Chapelle Saint-Roch de Montgenèvre                                                | Montgenèvre                  |         | 44° 55′ 54″ nord, 6° 43′ 28″ est | « IA05000907 » |                    |      | Chapelle Saint-Roch de Montgenèvre                                            |
| Chapelle Notre-Dame-des-Sept-Douleurs de Montgenèvre                              | Montgenèvre                  |         | 44° 55′ 49″ nord, 6° 43′ 14″ est |                |                    |      | Chapelle Notre-Dame-des-Sept-Douleurs de Montgenèvre                          |
| Chapelle Sainte-Anne de Montgenèvre                                               | Montgenèvre                  |         | 44° 56′ 00″ nord, 6° 43′ 43″ est |                |                    |      | Image manquante Téléverser                                                    |
| Chapelle Notre-Dame-de-Rourebeau de Vaucluse                                      | Montjay                      |         | 44° 22′ 27″ nord, 5° 36′ 58″ est |                |                    |      | Image manquante Téléverser                                                    |
| Chapelle Sainte-Philomène de Montmaur                                             | Montmaur                     |         | 44° 33′ 36″ nord, 5° 52′ 25″ est | « PA00080590 » | Inscrit MH         | 1948 | Chapelle Sainte-Philomène de Montmaur                                         |
| Chapelle Notre-Dame-des-Prats de la Montagne                                      | Montmaur                     |         | 44° 35′ 49″ nord, 5° 52′ 12″ est |                |                    |      | Image manquante Téléverser                                                    |
| Chapelle Notre-Dame-des-Prats de la Montagne                                      | Montmaur                     |         | 44° 35′ 49″ nord, 5° 52′ 12″ est |                |                    |      | Image manquante Téléverser                                                    |
| Chapelle de la Transfiguration de Notre Seigneur de hameau des Sauvas             | Montmaur                     |         | 44° 36′ 01″ nord, 5° 54′ 12″ est |                |                    |      | Image manquante Téléverser                                                    |
| Chapelle Saint-Romain des Bénéchons                                               | Neffes                       |         | 44° 28′ 51″ nord, 6° 00′ 40″ est |                |                    |      | Image manquante Téléverser                                                    |
| Chapelle Notre-Dame-des-Grâces de Plampinet                                       | Névache                      |         | 45° 00′ 11″ nord, 6° 39′ 40″ est | « PA00080592 » | Classé MH          | 1928 | Chapelle Notre-Dame-des-Grâces de Plampinet                                   |
| Chapelle Saint-Hippolyte de Névache                                               | Névache                      |         | 45° 01′ 03″ nord, 6° 38′ 13″ est | « PA00080593 » | Inscrit MH         | 1986 | Chapelle Saint-Hippolyte de Névache                                           |
| Chapelle Sainte-Marie de Névache                                                  | Névache                      |         | 45° 02′ 00″ nord, 6° 32′ 54″ est | « PA00080594 » | Classé MH          | 1946 | Chapelle Sainte-Marie de Névache                                              |
| Chapelle Saint-Antoine de Névache                                                 | Névache                      |         | 45° 01′ 08″ nord, 6° 36′ 20″ est |                |                    |      | Chapelle Saint-Antoine de Névache                                             |
| Chapelle Saint-Michel du Vallon de Névache                                        | Névache                      |         | 45° 02′ 34″ nord, 6° 36′ 18″ est |                |                    |      | Image manquante Téléverser                                                    |
| Chapelle Saint-Ignace de Buffère de Névache                                       | Névache                      |         | 45° 00′ 44″ nord, 6° 34′ 13″ est |                |                    |      | Image manquante Téléverser                                                    |
| Chapelle Saint-Jean-Baptiste de Névache                                           | Névache                      |         | 45° 01′ 08″ nord, 6° 36′ 54″ est |                |                    |      | Image manquante Téléverser                                                    |
| Chapelle Sainte-Barbe de Névache                                                  | Névache                      |         | 45° 01′ 15″ nord, 6° 35′ 04″ est |                |                    |      | Chapelle Sainte-Barbe de Névache                                              |
| Chapelle Notre-Dame-de-Bon-Secours de Lacou                                       | Névache                      |         | 45° 01′ 13″ nord, 6° 35′ 16″ est |                |                    |      | Chapelle Notre-Dame-de-Bon-Secours de Lacou                                   |
| Chapelle Saint-Antonin de Névache                                                 | Névache                      |         | 45° 01′ 11″ nord, 6° 36′ 23″ est |                |                    |      | Chapelle Saint-Antonin de Névache                                             |
| Chapelle des Âmes-du-Purgatoire de Sallé                                          | Névache                      |         | 45° 01′ 12″ nord, 6° 37′ 48″ est |                |                    |      | Image manquante Téléverser                                                    |
| Chapelle Notre-Dame-de-Bon-Rencontre de Névache                                   | Névache                      |         | 45° 01′ 15″ nord, 6° 39′ 18″ est |                |                    |      | Chapelle Notre-Dame-de-Bon-Rencontre de Névache                               |
| Chapelle Sainte-Anne de Chalets du Verney                                         | Névache                      |         | 45° 01′ 20″ nord, 6° 34′ 45″ est |                |                    |      | Image manquante Téléverser                                                    |
| Chapelle Saint-François-Régis de Plampinet                                        | Névache                      |         | 45° 00′ 11″ nord, 6° 39′ 40″ est |                |                    |      | Image manquante Téléverser                                                    |
| Chapelle Saint-Jacques de Bellot                                                  | Névache                      |         | 45° 03′ 26″ nord, 6° 31′ 43″ est |                |                    |      | Image manquante Téléverser                                                    |
| Chapelle Saint-Laurent de Sallé                                                   | Névache                      |         | 45° 01′ 09″ nord, 6° 37′ 33″ est |                |                    |      | Image manquante Téléverser                                                    |
| Chapelle Saint-Michel de Fontcouverte                                             | Névache                      |         | 45° 01′ 58″ nord, 6° 32′ 59″ est |                |                    |      | Image manquante Téléverser                                                    |
| Chapelle Saint-Roch de Ville Basse                                                | Névache                      |         | 45° 01′ 10″ nord, 6° 36′ 37″ est |                |                    |      | Chapelle Saint-Roch de Ville Basse                                            |
| Chapelle Sainte-Apollonie de Chalets du Queyrellin                                | Névache                      |         | 45° 02′ 06″ nord, 6° 32′ 20″ est |                |                    |      | Image manquante Téléverser                                                    |
| Chapelle Notre-Dame-des-Sept-Douleurs du Mont-Thabor                              | Névache                      |         | 45° 06′ 50″ nord, 6° 33′ 57″ est |                |                    |      | Chapelle Notre-Dame-des-Sept-Douleurs du Mont-Thabor                          |
| Chapelle Notre-Dame-du-Bon-Secours de la Saulce                                   | Orcières                     |         | 44° 40′ 25″ nord, 6° 23′ 15″ est | « IA00049767 » |                    |      | Image manquante Téléverser                                                    |
| Chapelle du Sacré-Coeur des Veyers                                                | Orcières                     |         | 44° 41′ 30″ nord, 6° 19′ 18″ est | « IA00049783 » |                    |      | Image manquante Téléverser                                                    |
| Chapelle Saint-Martin de Serre-Eyraud                                             | Orcières                     |         | 44° 40′ 44″ nord, 6° 16′ 33″ est | « IA00049769 » |                    |      | Chapelle Saint-Martin de Serre-Eyraud                                         |
| Chapelle Saint-Pierre des Tourengs                                                | Orcières                     |         | 44° 41′ 11″ nord, 6° 17′ 06″ est | « IA00049773 » |                    |      | Image manquante Téléverser                                                    |
| Chapelle Saint-Roch des Marches                                                   | Orcières                     |         | 44° 41′ 19″ nord, 6° 18′ 27″ est | « IA00049746 » |                    |      | Image manquante Téléverser                                                    |
| Chapelle Notre-Dame-des-Neiges des Estaris                                        | Orcières                     |         | 44° 41′ 39″ nord, 6° 19′ 43″ est | « IA00049739 » |                    |      | Image manquante Téléverser                                                    |
| Chapelle Saint-Maurice des Audiberts                                              | Orcières                     |         | 44° 40′ 23″ nord, 6° 19′ 23″ est | « IA00049728 » |                    |      | Image manquante Téléverser                                                    |
| Chapelle aux Ratiers d'Orcières                                                   | Orcières                     |         | 44° 40′ 43″ nord, 6° 19′ 37″ est |                |                    |      | Image manquante Téléverser                                                    |
| Chapelle aux Usclas d'Orcières                                                    | Orcières                     |         | 44° 40′ 56″ nord, 6° 19′ 07″ est |                |                    |      | Image manquante Téléverser                                                    |
| Chapelle Sainte-Anne de Villeneuve                                                | Poligny                      |         | 44° 42′ 01″ nord, 6° 02′ 11″ est | « IA00070674 » |                    |      | Chapelle Sainte-Anne de Villeneuve                                            |
| Chapelle Saint-Étienne de Poligny                                                 | Poligny                      |         | 44° 41′ 02″ nord, 6° 01′ 14″ est | « IA00070677 » |                    |      | Chapelle Saint-Étienne de Poligny                                             |
| Chapelle Saint-Grégoire des Forestons                                             | Poligny                      |         | 44° 41′ 22″ nord, 6° 01′ 54″ est | « IA00070672 » |                    |      | Chapelle Saint-Grégoire des Forestons                                         |
| Chapelle du cimetière de Prunières                                                | Prunières                    |         | 44° 32′ 40″ nord, 6° 19′ 28″ est |                |                    |      | Chapelle du cimetière de Prunières                                            |
| Chapelle Saint-Michel de Prunières                                                | Prunières                    |         | 44° 31′ 14″ nord, 6° 20′ 06″ est |                |                    |      | Chapelle Saint-Michel de Prunières                                            |
| Chapelle Sainte-Lucie de Puy-Chalvin                                              | Puy-Saint-André              |         | 44° 52′ 45″ nord, 6° 35′ 23″ est | « PA00080597 » | Classé MH          | 1990 | Image manquante Téléverser                                                    |
| Chapelle de l'Annonciation de Pierre-Feu                                          | Puy-Saint-André              |         | 44° 52′ 22″ nord, 6° 36′ 12″ est | « IA05000804 » |                    |      | Image manquante Téléverser                                                    |
| Chapelle Saint-Roch des Combes                                                    | Puy-Saint-André              |         | 44° 53′ 24″ nord, 6° 34′ 26″ est | « IA05000801 » |                    |      | Image manquante Téléverser                                                    |
| Chapelle Saint-Laurent des Combes                                                 | Puy-Saint-André              |         | 44° 52′ 47″ nord, 6° 35′ 11″ est | « IA05000802 » |                    |      | Image manquante Téléverser                                                    |
| Chapelle Sainte-Philomène de Pont-de-la-Laure                                     | Puy-Saint-André              |         | 44° 51′ 55″ nord, 6° 36′ 06″ est | « IA05000807 » |                    |      | Image manquante Téléverser                                                    |
| Chapelle Saint-Jean-Baptiste de Goutaud                                           | Puy-Saint-André              |         | 44° 52′ 34″ nord, 6° 36′ 15″ est | « IA05000806 » |                    |      | Image manquante Téléverser                                                    |
| Chapelle de Puy-Saint-André                                                       | Puy-Saint-André              |         | 44° 52′ 22″ nord, 6° 36′ 12″ est | « IA05000803 » |                    |      | Image manquante Téléverser                                                    |
| Chapelle Saint-Jacques du Villard                                                 | Puy-Saint-Eusèbe             |         | 44° 34′ 05″ nord, 6° 24′ 05″ est |                |                    |      | Image manquante Téléverser                                                    |
| Chapelle Saint-Sixte de Puy-Richard                                               | Puy-Saint-Pierre             |         | 44° 53′ 18″ nord, 6° 36′ 33″ est | « PA05000015 » | Inscrit MH         | 2008 | Image manquante Téléverser                                                    |
| Chapelle Notre-Dame-des-Neiges de Puy-Saint-Pierre                                | Puy-Saint-Pierre             |         | 44° 53′ 34″ nord, 6° 37′ 04″ est | « IA05000890 » |                    |      | Chapelle Notre-Dame-des-Neiges de Puy-Saint-Pierre                            |
| Chapelle Saint-Claude du Pinet                                                    | Puy-Saint-Pierre             |         | 44° 53′ 28″ nord, 6° 37′ 29″ est | « IA05000886 » |                    |      | Image manquante Téléverser                                                    |
| Chapelle Sainte-Apollonie de la Croiza                                            | Puy-Saint-Pierre             |         | 44° 53′ 14″ nord, 6° 37′ 17″ est | « IA05000889 » |                    |      | Image manquante Téléverser                                                    |
| Chapelle Saint-Jean-Baptiste des Queyrelles                                       | Puy-Saint-Pierre             |         | 44° 53′ 48″ nord, 6° 37′ 35″ est | « IA05000891 » |                    |      | Image manquante Téléverser                                                    |
| Chapelle Saint-Roch de Belvoir                                                    | Puy-Saint-Pierre             |         | 44° 53′ 07″ nord, 6° 37′ 05″ est |                |                    |      | Image manquante Téléverser                                                    |
| Chapelle Saint-Romain de Puy-Saint-Vincent                                        | Puy-Saint-Vincent            |         | 44° 50′ 04″ nord, 6° 29′ 05″ est | « PA00080598 » | Inscrit MH         | 1931 | Chapelle Saint-Romain de Puy-Saint-Vincent                                    |
| Chapelle Saint-Vincent de Puy-Saint-Vincent                                       | Puy-Saint-Vincent            |         | 44° 49′ 40″ nord, 6° 28′ 59″ est | « PA00080599 » | Classé MH          | 1990 | Chapelle Saint-Vincent de Puy-Saint-Vincent                                   |
| Chapelle Saint-Roch de Puy-Saint-Vincent                                          | Puy-Saint-Vincent            |         | 44° 49′ 39″ nord, 6° 29′ 50″ est | « IA05000466 » |                    |      | Image manquante Téléverser                                                    |
| Chapelle Notre-Dame de Narreyroux                                                 | Puy-Saint-Vincent            |         | 44° 49′ 30″ nord, 6° 28′ 04″ est |                |                    |      | Image manquante Téléverser                                                    |
| Chapelle Saint-Jacques de Puy-Saint-Vincent                                       | Puy-Saint-Vincent            |         | 44° 49′ 43″ nord, 6° 29′ 39″ est |                |                    |      | Image manquante Téléverser                                                    |
| Chapelle du Serre                                                                 | Puy-Sanières                 |         | 44° 33′ 24″ nord, 6° 26′ 44″ est |                |                    |      | Chapelle du Serre                                                             |
| Chapelle Saint-Roch de Remollon                                                   | Remollon                     |         | 44° 27′ 55″ nord, 6° 10′ 33″ est |                |                    |      | Image manquante Téléverser                                                    |
| Chapelle Saint-Pierre de Ribeyret                                                 | Ribeyret                     |         | 44° 25′ 04″ nord, 5° 33′ 47″ est |                |                    |      | Image manquante Téléverser                                                    |
| Chapelle de la Visitation des Florins                                             | Risoul                       |         | 44° 35′ 45″ nord, 6° 36′ 10″ est |                |                    |      | Image manquante Téléverser                                                    |
| Chapelle Saint-Claude de Languieu                                                 | Risoul                       |         | 44° 38′ 51″ nord, 6° 37′ 34″ est | « IA05000957 » |                    |      | Image manquante Téléverser                                                    |
| Chapelle Saint-Jacques de Gaudissart-Haut                                         | Risoul                       |         | 44° 38′ 35″ nord, 6° 37′ 56″ est | « IA05000276 » |                    |      | Image manquante Téléverser                                                    |
| Chapelle de Beaufort de Rochebrune                                                | Rochebrune                   |         | 44° 27′ 10″ nord, 6° 12′ 44″ est |                |                    |      | Image manquante Téléverser                                                    |
| Chapelle Saint-Gabriel de Rosans                                                  | Rosans                       |         | 44° 23′ 19″ nord, 5° 27′ 42″ est |                |                    |      | Image manquante Téléverser                                                    |
| Chapelle Notre-Dame des Celliers                                                  | Rousset                      |         | 44° 27′ 58″ nord, 6° 14′ 08″ est |                |                    |      | Image manquante Téléverser                                                    |
| Chapelle Saint-Claude des Rousses                                                 | Réallon                      |         | 44° 34′ 43″ nord, 6° 22′ 38″ est |                |                    |      | Image manquante Téléverser                                                    |
| Chapelle des Gourniers                                                            | Réallon                      |         | 44° 36′ 59″ nord, 6° 20′ 02″ est |                |                    |      | Image manquante Téléverser                                                    |
| Chapelle Saint-Marcellin de Réallon                                               | Réallon                      |         | 44° 37′ 47″ nord, 6° 20′ 38″ est |                |                    |      | Image manquante Téléverser                                                    |
| Chapelle Notre-Dame-des-Neiges de Réotier                                         | Réotier                      |         | 44° 39′ 48″ nord, 6° 34′ 46″ est | « PA00135606 » | Inscrit MH         | 1995 | Image manquante Téléverser                                                    |
| Chapelle Saint-Roch du Truchet - Les Lajards                                      | Réotier                      |         | 44° 40′ 39″ nord, 6° 35′ 15″ est |                |                    |      | Image manquante Téléverser                                                    |
| Chapelle de la Pinée                                                              | Saint-André-d'Embrun         |         | 44° 34′ 57″ nord, 6° 31′ 43″ est |                |                    |      | Image manquante Téléverser                                                    |
| Chapelle Sainte-Marguerite des Bleins                                             | Saint-André-d'Embrun         |         | 44° 34′ 09″ nord, 6° 32′ 10″ est |                |                    |      | Image manquante Téléverser                                                    |
| Chapelle Saint-Jean-Baptiste du Villard                                           | Saint-André-d'Embrun         |         | 44° 33′ 51″ nord, 6° 32′ 50″ est |                |                    |      | Image manquante Téléverser                                                    |
| Chapelle Saint-Philippe-et-Saint-Jacques des Rauffes                              | Saint-André-d'Embrun         |         | 44° 34′ 25″ nord, 6° 31′ 45″ est |                |                    |      | Image manquante Téléverser                                                    |
| Chapelle Saint-Roch de Siguret                                                    | Saint-André-d'Embrun         |         | 44° 36′ 41″ nord, 6° 33′ 19″ est |                |                    |      | Image manquante Téléverser                                                    |
| Chapelle de Pra Leydon de Saint-André d'Embrun                                    | Saint-André-d'Embrun         |         | 44° 34′ 53″ nord, 6° 35′ 18″ est |                |                    |      | Image manquante Téléverser                                                    |
| Chapelle de Sironne de Saint-André-de-Rosans                                      | Saint-André-de-Rosans        |         | 44° 21′ 41″ nord, 5° 32′ 24″ est |                |                    |      | Image manquante Téléverser                                                    |
| Chapelle des Isnières de Saint-André-de-Rosans                                    | Saint-André-de-Rosans        |         | 44° 21′ 50″ nord, 5° 28′ 16″ est |                |                    |      | Image manquante Téléverser                                                    |
| Chapelle Saint-Grégoire de Bénévent-et-Charbillac                                 | Saint-Bonnet-en-Champsaur    |         | 44° 42′ 35″ nord, 6° 05′ 23″ est | « PA00080524 » | Classé MH          | 1994 | Chapelle Saint-Grégoire de Bénévent-et-Charbillac                             |
| Chapelle Saint-Paul de Pisançon                                                   | Saint-Bonnet-en-Champsaur    |         | 44° 42′ 06″ nord, 6° 03′ 57″ est |                |                    |      | Chapelle Saint-Paul de Pisançon                                               |
| Chapelle de la Sainte-Famille des Alliberts                                       | Saint-Bonnet-en-Champsaur    |         | 44° 41′ 14″ nord, 6° 05′ 28″ est |                |                    |      | Chapelle de la Sainte-Famille des Alliberts                                   |
| Chapelle de Villard Trottier                                                      | Saint-Bonnet-en-Champsaur    |         | 44° 41′ 04″ nord, 6° 06′ 07″ est |                |                    |      | Chapelle de Villard Trottier                                                  |
| Chapelle des Combes                                                               | Saint-Bonnet-en-Champsaur    |         | 44° 40′ 59″ nord, 6° 06′ 42″ est |                |                    |      | Chapelle des Combes                                                           |
| Chapelle Saint-Michel de Belvédère des Trois Croix                                | Saint-Bonnet-en-Champsaur    |         | 44° 42′ 02″ nord, 6° 05′ 01″ est |                |                    |      | Chapelle Saint-Michel de Belvédère des Trois Croix                            |
| Chapelle Saint-Roch de l'Aullagnier                                               | Saint-Bonnet-en-Champsaur    |         | 44° 40′ 41″ nord, 6° 05′ 50″ est |                |                    |      | Chapelle Saint-Roch de l'Aullagnier                                           |
| Chapelle de Charbillac                                                            | Saint-Bonnet-en-Champsaur    |         | 44° 42′ 59″ nord, 6° 04′ 04″ est |                |                    |      | Chapelle de Charbillac                                                        |
| Chapelle Saint-Arnould de Saint-Chaffrey                                          | Saint-Chaffrey               |         | 44° 55′ 33″ nord, 6° 36′ 49″ est | « PA00080607 » | Classé MH          | 1990 | Image manquante Téléverser                                                    |
| Chapelle Saint-Roch de Saint-Chaffrey                                             | Saint-Chaffrey               |         | 44° 55′ 52″ nord, 6° 35′ 43″ est |                |                    |      | Image manquante Téléverser                                                    |
| Chapelle Saint-Antoine de Villard-Laté                                            | Saint-Chaffrey               |         | 44° 56′ 11″ nord, 6° 35′ 40″ est |                |                    |      | Image manquante Téléverser                                                    |
| Chapelle Sainte-Marie-Madeleine de Villard-Laté                                   | Saint-Chaffrey               |         | 44° 56′ 15″ nord, 6° 35′ 37″ est |                |                    |      | Image manquante Téléverser                                                    |
| Chapelle Saint-Joseph de la Portète                                               | Saint-Chaffrey               |         | 44° 55′ 37″ nord, 6° 36′ 35″ est |                |                    |      | Chapelle Saint-Joseph de la Portète                                           |
| Chapelle des Tronchets de la Transfiguration                                      | Saint-Chaffrey               |         | 44° 56′ 51″ nord, 6° 35′ 44″ est |                |                    |      | Image manquante Téléverser                                                    |
| Chapelle Saint-Joseph des Clots                                                   | Saint-Clément-sur-Durance    |         | 44° 39′ 12″ nord, 6° 34′ 05″ est |                |                    |      | Image manquante Téléverser                                                    |
| Chapelle Saint-Sébastien des Traverses                                            | Saint-Clément-sur-Durance    |         | 44° 37′ 49″ nord, 6° 34′ 28″ est |                |                    |      | Image manquante Téléverser                                                    |
| Chapelle Saint-Laurent de Lac du Laus                                             | Saint-Clément-sur-Durance    |         | 44° 41′ 06″ nord, 6° 31′ 18″ est |                |                    |      | Image manquante Téléverser                                                    |
| Chapelle des Pénitents blancs de Saint-Crépin                                     | Saint-Crépin                 |         | 44° 42′ 21″ nord, 6° 36′ 26″ est | « IA05000226 » |                    |      | Image manquante Téléverser                                                    |
| Chapelle Saint-François-Régis des Hodouls                                         | Saint-Crépin                 |         | 44° 41′ 24″ nord, 6° 37′ 25″ est |                |                    |      | Image manquante Téléverser                                                    |
| Chapelle Saints-Simon-et-Jude de Chanteloube                                      | Saint-Crépin                 |         | 44° 42′ 17″ nord, 6° 35′ 26″ est |                |                    |      | Image manquante Téléverser                                                    |
| Chapelle Saint-Pierre-aux-Liens des Guions                                        | Saint-Crépin                 |         | 44° 43′ 05″ nord, 6° 36′ 21″ est |                |                    |      | Image manquante Téléverser                                                    |
| Chapelle des Martins de Saint-Crépin                                              | Saint-Crépin                 |         | 44° 44′ 20″ nord, 6° 37′ 21″ est |                |                    |      | Image manquante Téléverser                                                    |
| Chapelle Saint Michel du Villard                                                  | Saint-Crépin                 |         | 44° 42′ 58″ nord, 6° 36′ 55″ est | « IA05000239 » |                    |      | Image manquante Téléverser                                                    |
| Chapelle de La Broue                                                              | Saint-Firmin                 |         | 44° 46′ 52″ nord, 5° 59′ 27″ est |                |                    |      | Chapelle de La Broue                                                          |
| Chapelle Sainte-Madeleine de l'Esparcelet                                         | Saint-Firmin                 |         | 44° 47′ 52″ nord, 6° 02′ 13″ est |                |                    |      | Image manquante Téléverser                                                    |
| Chapelle Sainte-Anne des Reculas                                                  | Saint-Firmin                 |         | 44° 47′ 38″ nord, 6° 00′ 08″ est |                |                    |      | Image manquante Téléverser                                                    |
| Chapelle Saint-Roch de Brudour                                                    | Saint-Firmin                 |         | 44° 48′ 01″ nord, 6° 00′ 21″ est |                |                    |      | Image manquante Téléverser                                                    |
| Chapelle de la Trinité de Saint-Firmin                                            | Saint-Firmin                 |         | 44° 46′ 39″ nord, 5° 59′ 14″ est |                |                    |      | Image manquante Téléverser                                                    |
| Chapelle de la Nativité-de-Notre-Dame de l'allée                                  | Saint-Jacques-en-Valgodemard |         | 44° 46′ 27″ nord, 6° 02′ 07″ est |                |                    |      | Chapelle de la Nativité-de-Notre-Dame de l'allée                              |
| Chapelle Notre-Dame des Paris                                                     | Saint-Jacques-en-Valgodemard |         | 44° 45′ 58″ nord, 6° 01′ 55″ est |                |                    |      | Chapelle Notre-Dame des Paris                                                 |
| Chapelle Saint-Pancrace du Sechier                                                | Saint-Jacques-en-Valgodemard |         | 44° 46′ 57″ nord, 6° 03′ 55″ est |                |                    |      | Chapelle Saint-Pancrace du Sechier                                            |
| Chapelle de la Sainte-Vierge des Ranguis                                          | Saint-Jean-Saint-Nicolas     |         | 44° 40′ 26″ nord, 6° 14′ 24″ est | « IA00049668 » |                    |      | Chapelle de la Sainte-Vierge des Ranguis                                      |
| Chapelle Saint-Nicolas de Saint-Nicolas (Hautes-Alpes)                            | Saint-Jean-Saint-Nicolas     |         | 44° 40′ 42″ nord, 6° 14′ 16″ est | « IA00049688 » |                    |      | Chapelle Saint-Nicolas de Saint-Nicolas (Hautes-Alpes)                        |
| Chapelle Notre-Dame de Pont-du-Fossé                                              | Saint-Jean-Saint-Nicolas     |         | 44° 40′ 06″ nord, 6° 13′ 40″ est | « IA00049648 » |                    |      | Chapelle Notre-Dame de Pont-du-Fossé                                          |
| Chapelle Saint-Pancrace des Roranches                                             | Saint-Jean-Saint-Nicolas     |         | 44° 40′ 57″ nord, 6° 12′ 11″ est | « IA00049678 » |                    |      | Image manquante Téléverser                                                    |
| Chapelle Saint-Grégoire-et-Saint-Pancrace des Ricous                              | Saint-Jean-Saint-Nicolas     |         | 44° 40′ 40″ nord, 6° 15′ 41″ est | « IA00049671 » |                    |      | Chapelle Saint-Grégoire-et-Saint-Pancrace des Ricous                          |
| Chapelle du Frêne                                                                 | Saint-Jean-Saint-Nicolas     |         | 44° 40′ 19″ nord, 6° 11′ 53″ est | « IA00049665 » |                    |      | Chapelle du Frêne                                                             |
| Chapelle Saint-Pierre-et-Saint-Paul des Estachys                                  | Saint-Jean-Saint-Nicolas     |         | 44° 39′ 32″ nord, 6° 12′ 40″ est | « IA00049663 » |                    |      | Chapelle Saint-Pierre-et-Saint-Paul des Estachys                              |
| Chapelle du Saint-Esprit de Beaumugnes                                            | Saint-Julien-en-Beauchêne    |         | 44° 36′ 13″ nord, 5° 43′ 20″ est |                |                    |      | Image manquante Téléverser                                                    |
| Chapelle Saint-Roch de Vaunières                                                  | Saint-Julien-en-Beauchêne    |         | 44° 38′ 05″ nord, 5° 39′ 17″ est |                |                    |      | Image manquante Téléverser                                                    |
| Chapelle Saint-Paul des Combettes                                                 | Saint-Julien-en-Champsaur    |         | 44° 40′ 06″ nord, 6° 08′ 44″ est | « IA00070755 » |                    |      | Image manquante Téléverser                                                    |
| Chapelle Saint-Roch de Chantaussel                                                | Saint-Julien-en-Champsaur    |         | 44° 40′ 23″ nord, 6° 08′ 16″ est |                |                    |      | Chapelle Saint-Roch de Chantaussel                                            |
| Chapelle Saint-Laurent du Chânet                                                  | Saint-Julien-en-Champsaur    |         | 44° 40′ 08″ nord, 6° 07′ 04″ est | « IA00070749 » |                    |      | Chapelle Saint-Laurent du Chânet                                              |
| Chapelle Sainte-Marie-l'Égyptienne de Saint-Laurent-du-Cros                       | Saint-Laurent-du-Cros        |         | 44° 38′ 50″ nord, 6° 05′ 56″ est | « IA00070764 » |                    |      | Chapelle Sainte-Marie-l'Égyptienne de Saint-Laurent-du-Cros                   |
| Chapelle Saint-Roch de Serre-Richard                                              | Saint-Laurent-du-Cros        |         | 44° 38′ 25″ nord, 6° 07′ 14″ est | « IA00070765 » |                    |      | Chapelle Saint-Roch de Serre-Richard                                          |
| Chapelle Saint-Hippolyte de Bouchier                                              | Saint-Martin-de-Queyrières   |         | 44° 50′ 05″ nord, 6° 34′ 22″ est | « PA00080612 » | Classé MH          | 1990 | Chapelle Saint-Hippolyte de Bouchier                                          |
| Chapelle Saint-Jacques de Prelles                                                 | Saint-Martin-de-Queyrières   |         | 44° 51′ 13″ nord, 6° 34′ 58″ est | « PA00080613 » | Classé MH          | 1990 | Image manquante Téléverser                                                    |
| Chapelle Saint-Sébastien de Saint-Martin-de-Queyrières                            | Saint-Martin-de-Queyrières   |         | 44° 50′ 33″ nord, 6° 35′ 01″ est | « PA00080614 » | Inscrit MH         | 1986 | Image manquante Téléverser                                                    |
| Chapelle Sainte-Marguerite de Saint-Martin-de-Queyrières                          | Saint-Martin-de-Queyrières   |         | 44° 48′ 24″ nord, 6° 34′ 23″ est | « IA05000458 » |                    |      | Image manquante Téléverser                                                    |
| Chapelle Sainte-Jeanne d'Arc de Saint-Martin-de-Queyrières                        | Saint-Martin-de-Queyrières   |         | 44° 50′ 25″ nord, 6° 35′ 09″ est |                |                    |      | Image manquante Téléverser                                                    |
| Chapelle Notre-Dame-du-Bon-Secours de Prelles                                     | Saint-Martin-de-Queyrières   |         | 44° 51′ 15″ nord, 6° 34′ 47″ est | « IA05000454 » |                    |      | Image manquante Téléverser                                                    |
| Chapelle Saint-André des Andrieux                                                 | Saint-Martin-de-Queyrières   |         | 44° 51′ 25″ nord, 6° 34′ 47″ est | « IA05000452 » |                    |      | Image manquante Téléverser                                                    |
| Chapelle Saint-Antoine de Villard Meyer                                           | Saint-Martin-de-Queyrières   |         | 44° 49′ 27″ nord, 6° 34′ 07″ est | « IA05000459 » |                    |      | Chapelle Saint-Antoine de Villard Meyer                                       |
| Chapelle Saint-Barthélemy du Villaret                                             | Saint-Martin-de-Queyrières   |         | 44° 51′ 33″ nord, 6° 35′ 49″ est | « IA05000460 » |                    |      | Image manquante Téléverser                                                    |
| Chapelle Saint-Jean-Baptiste de Saint-Martin-de-Queyrières                        | Saint-Martin-de-Queyrières   |         | 44° 50′ 31″ nord, 6° 35′ 09″ est |                |                    |      | Image manquante Téléverser                                                    |
| Chapelle Saint-Michel de Queyrières                                               | Saint-Martin-de-Queyrières   |         | 44° 49′ 21″ nord, 6° 34′ 43″ est | « IA05000455 » |                    |      | Image manquante Téléverser                                                    |
| Chapelle Saint-Roch de Saint-Martin-de-Queyrières                                 | Saint-Martin-de-Queyrières   |         | 44° 50′ 19″ nord, 6° 35′ 08″ est | « IA05000443 » |                    |      | Image manquante Téléverser                                                    |
| Chapelle Saint-Claude de Sachas                                                   | Saint-Martin-de-Queyrières   |         | 44° 52′ 15″ nord, 6° 35′ 17″ est | « IA05000457 » |                    |      | Image manquante Téléverser                                                    |
| Chapelle Sainte-Anne de Ratière                                                   | Saint-Martin-de-Queyrières   |         | 44° 52′ 10″ nord, 6° 34′ 22″ est | « IA05000456 » |                    |      | Image manquante Téléverser                                                    |
| Chapelle de Piolier                                                               | Saint-Martin-de-Queyrières   |         | 44° 51′ 48″ nord, 6° 35′ 04″ est | « IA05000449 » |                    |      | Image manquante Téléverser                                                    |
| Chapelle Saint-Antoine de l'Oriol de Queyrière                                    | Saint-Martin-de-Queyrières   |         | 44° 48′ 11″ nord, 6° 36′ 02″ est | « IA05000448 » |                    |      | Image manquante Téléverser                                                    |
| Chapelle Saint-Augustin de Saint Martin de Queyrières                             | Saint-Martin-de-Queyrières   |         | 44° 49′ 45″ nord, 6° 35′ 36″ est |                |                    |      | Image manquante Téléverser                                                    |
| Chapelle Notre-Dame-des-Lumières de la Tour                                       | Saint-Maurice-en-Valgodemard |         | 44° 48′ 29″ nord, 6° 06′ 41″ est |                |                    |      | Chapelle Notre-Dame-des-Lumières de la Tour                                   |
| Chapelle Saint-Laurent de l'Ubac                                                  | Saint-Maurice-en-Valgodemard |         | 44° 48′ 15″ nord, 6° 06′ 33″ est |                |                    |      | Chapelle Saint-Laurent de l'Ubac                                              |
| Chapelle Saint-Claude de la Villette                                              | Saint-Michel-de-Chaillol     |         | 44° 40′ 33″ nord, 6° 09′ 44″ est | « IA00070778 » |                    |      | Chapelle Saint-Claude de la Villette                                          |
| Chapelle Sainte-Anne des Marrons                                                  | Saint-Michel-de-Chaillol     |         | 44° 40′ 43″ nord, 6° 10′ 17″ est |                |                    |      | Image manquante Téléverser                                                    |
| Chapelle Sainte-Brigitte de Chaillolet                                            | Saint-Michel-de-Chaillol     |         | 44° 41′ 06″ nord, 6° 09′ 18″ est |                |                    |      | Chapelle Sainte-Brigitte de Chaillolet                                        |
| Chapelle Saint-Martin de Saint-Pierre-d'Argençon                                  | Saint-Pierre-d'Argençon      |         | 44° 31′ 09″ nord, 5° 40′ 45″ est |                |                    |      | Image manquante Téléverser                                                    |
| Chapelle des Vabres                                                               | Saint-Sauveur                |         | 44° 33′ 34″ nord, 6° 32′ 41″ est |                |                    |      | Image manquante Téléverser                                                    |
| Chapelle Saint-Roch de Saint-Sauveur                                              | Saint-Sauveur                |         | 44° 32′ 28″ nord, 6° 31′ 13″ est |                |                    |      | Image manquante Téléverser                                                    |
| Chapelle Saint-Claude des Sallettes                                               | Saint-Sauveur                |         | 44° 31′ 21″ nord, 6° 31′ 10″ est |                |                    |      | Chapelle Saint-Claude des Sallettes                                           |
| Chapelle Sainte-Anne du Raux                                                      | Saint-Véran                  |         | 44° 41′ 52″ nord, 6° 51′ 47″ est | « IA00124970 » |                    |      | Image manquante Téléverser                                                    |
| Chapelle Sainte-Marie-Madeleine de Saint-Véran                                    | Saint-Véran                  |         | 44° 42′ 19″ nord, 6° 51′ 51″ est | « IA00124968 » |                    |      | Image manquante Téléverser                                                    |
| Chapelle Notre-Dame-du-Mont-Carmel de Clausis                                     | Saint-Véran                  |         | 44° 40′ 24″ nord, 6° 55′ 21″ est |                |                    |      | Image manquante Téléverser                                                    |
| Chapelle Sainte-Agathe de la Chalp                                                | Saint-Véran                  |         | 44° 42′ 40″ nord, 6° 50′ 57″ est | « IA00124963 » |                    |      | Chapelle Sainte-Agathe de la Chalp                                            |
| Chapelle Sainte-Élisabeth de Pré-Rolland                                          | Saint-Véran                  |         | 44° 40′ 37″ nord, 6° 54′ 03″ est | « IA00124969 » |                    |      | Image manquante Téléverser                                                    |
| Chapelle des Fours de Saint-Étienne-le-Laus                                       | Saint-Étienne-le-Laus        |         | 44° 30′ 04″ nord, 6° 09′ 48″ est |                |                    |      | Image manquante Téléverser                                                    |
| Chapelle du Précieux-Sang de Sanctuaire du Laus                                   | Saint-Étienne-le-Laus        |         | 44° 31′ 13″ nord, 6° 09′ 32″ est |                |                    |      | Chapelle du Précieux-Sang de Sanctuaire du Laus                               |
| Chapelle de Gyquières                                                             | Saint-Étienne-le-Laus        |         | 44° 31′ 03″ nord, 6° 09′ 19″ est |                |                    |      | Image manquante Téléverser                                                    |
| Chapelle Notre-Dame du Laus                                                       | Saint-Étienne-le-Laus        |         | 44° 31′ 17″ nord, 6° 09′ 06″ est |                |                    |      | Image manquante Téléverser                                                    |
| Chapelle Saint-Claude des Bègües                                                  | Sainte-Colombe               |         | 44° 17′ 49″ nord, 5° 38′ 51″ est |                |                    |      | Chapelle Saint-Claude des Bègües                                              |
| Chapelle Notre-Dame de Salérans, de l' Œuvre-Notre-Dame                           | Salérans                     |         | 44° 14′ 31″ nord, 5° 42′ 58″ est |                |                    |      | Image manquante Téléverser                                                    |
| Chapelle Sainte-Anne de Chérines                                                  | Savines-le-Lac               |         | 44° 33′ 36″ nord, 6° 22′ 49″ est |                |                    |      | Chapelle Sainte-Anne de Chérines                                              |
| Chapelle Saint-Roch de la Paroisse                                                | Savines-le-Lac               |         | 44° 32′ 41″ nord, 6° 23′ 33″ est |                |                    |      | Image manquante Téléverser                                                    |
| Chapelle Notre-Dame de Saumane                                                    | Serres                       |         | 44° 25′ 55″ nord, 5° 41′ 51″ est |                |                    |      | Image manquante Téléverser                                                    |
| Chapelle Notre-Dame-de-Bon-Secours de Serres                                      | Serres                       |         | 44° 25′ 46″ nord, 5° 42′ 52″ est |                |                    |      | Image manquante Téléverser                                                    |
| Chapelle Saint-Laurent de Sigoyer                                                 | Sigoyer                      |         | 44° 28′ 29″ nord, 5° 59′ 15″ est |                |                    |      | Image manquante Téléverser                                                    |
| Chapelle Saint-Honoré de Sorbiers                                                 | Sorbiers                     |         | 44° 20′ 27″ nord, 5° 34′ 51″ est |                |                    |      | Image manquante Téléverser                                                    |
| Chapelle Saint-Jean de Tallard                                                    | Tallard                      |         | 44° 27′ 37″ nord, 6° 03′ 22″ est |                |                    |      | Image manquante Téléverser                                                    |
| Chapelle Saint-Pierre de Théus                                                    | Théus                        |         | 44° 29′ 09″ nord, 6° 11′ 10″ est |                |                    |      | Chapelle Saint-Pierre de Théus                                                |
| Chapelle Saint-Jean de Mont Colombis                                              | Théus                        |         | 44° 30′ 04″ nord, 6° 12′ 53″ est |                |                    |      | Image manquante Téléverser                                                    |
| Chapelle Saint-Sébastien, des Pénitents blancs d'Upaix                            | Upaix                        |         | 44° 19′ 05″ nord, 5° 52′ 26″ est |                |                    |      | Image manquante Téléverser                                                    |
| Chapelle Saint-Eutrope d'Antonaves                                                | Val Buëch-Méouge             |         | 44° 15′ 54″ nord, 5° 48′ 19″ est |                |                    |      | Image manquante Téléverser                                                    |
| Chapelle de la Vachette                                                           | Val-des-Prés                 |         | 44° 54′ 52″ nord, 6° 40′ 22″ est | « IA05000833 » |                    |      | Image manquante Téléverser                                                    |
| Chapelle Sainte-Élisabeth du Rosier                                               | Val-des-Prés                 |         | 44° 56′ 22″ nord, 6° 40′ 51″ est | « IA05000849 » |                    |      | Image manquante Téléverser                                                    |
| Chapelle Sainte-Luce de Pra Premier                                               | Val-des-Prés                 |         | 44° 57′ 12″ nord, 6° 40′ 37″ est | « IA05000844 » |                    |      | Image manquante Téléverser                                                    |
| Chapelle Saint-Jean-Baptiste de Pra Premier                                       | Val-des-Prés                 |         | 44° 57′ 07″ nord, 6° 40′ 34″ est | « IA05000845 » |                    |      | Image manquante Téléverser                                                    |
| Chapelle de La Vachette de Val-des-Prés                                           | Val-des-Prés                 |         | 44° 54′ 58″ nord, 6° 40′ 25″ est | « IA05000832 » |                    |      | Image manquante Téléverser                                                    |
| Chapelle Saint-Jean-Baptiste de Granon de Val-des-Prés                            | Val-des-Prés                 |         | 44° 58′ 01″ nord, 6° 38′ 39″ est |                |                    |      | Image manquante Téléverser                                                    |
| Chapelle du Vallon de Val-des-Prés                                                | Val-des-Prés                 |         | 44° 54′ 29″ nord, 6° 41′ 32″ est | « IA05000818 » |                    |      | Image manquante Téléverser                                                    |
| Chapelle Notre-Dame-de-la-Paix de Montmorin                                       | Valdoule                     |         | 44° 27′ 08″ nord, 5° 32′ 34″ est |                |                    |      | Image manquante Téléverser                                                    |
| Chapelle Saint-Sébastien du Villard                                               | Vallouise-Pelvoux            |         | 44° 50′ 31″ nord, 6° 28′ 22″ est | « PA00080648 » | Inscrit MH         | 1992 | Image manquante Téléverser                                                    |
| Chapelle des Pénitents de Vallouise                                               | Vallouise-Pelvoux            |         | 44° 50′ 46″ nord, 6° 29′ 14″ est | « IA05000548 » |                    |      | Image manquante Téléverser                                                    |
| Chapelle Notre-Dame de Béassac                                                    | Vallouise-Pelvoux            |         | 44° 50′ 06″ nord, 6° 25′ 41″ est | « IA05000435 » |                    |      | Image manquante Téléverser                                                    |
| Chapelle Notre-Dame-de-Bon-Secours d'Ailefroide                                   | Vallouise-Pelvoux            |         | 44° 53′ 14″ nord, 6° 26′ 45″ est |                |                    |      | Chapelle Notre-Dame-de-Bon-Secours d'Ailefroide                               |
| Chapelle Notre-Dame-des-Sept-Douleurs du Fangeas                                  | Vallouise-Pelvoux            |         | 44° 51′ 56″ nord, 6° 29′ 21″ est |                |                    |      | Image manquante Téléverser                                                    |
| Chapelle Saint-André-et-Sainte-Lucie du Grand-Parcher                             | Vallouise-Pelvoux            |         | 44° 49′ 58″ nord, 6° 30′ 45″ est | « PA00135610 » | Inscrit MH         | 1997 | Chapelle Saint-André-et-Sainte-Lucie du Grand-Parcher                         |
| Chapelle Sainte-Anne-et-Sainte-Agathe de Puy Aillaud                              | Vallouise-Pelvoux            |         | 44° 51′ 17″ nord, 6° 28′ 53″ est | « IA05000437 » |                    |      | Image manquante Téléverser                                                    |
| Chapelle Sainte-Barbe des Claux                                                   | Vallouise-Pelvoux            |         | 44° 52′ 32″ nord, 6° 28′ 52″ est |                |                    |      | Image manquante Téléverser                                                    |
| Chapelle Sainte-Lucie du Petit Parcher                                            | Vallouise-Pelvoux            |         | 44° 50′ 11″ nord, 6° 30′ 23″ est |                |                    |      | Image manquante Téléverser                                                    |
| Chapelle Saint-Genest de Vallouise                                                | Vallouise-Pelvoux            |         | 44° 50′ 23″ nord, 6° 29′ 43″ est | « IA05000440 » |                    |      | Image manquante Téléverser                                                    |
| Chapelle Saint-Jean de Puy Aillaud                                                | Vallouise-Pelvoux            |         | 44° 51′ 03″ nord, 6° 28′ 57″ est |                |                    |      | Image manquante Téléverser                                                    |
| Chapelle Saint-Joseph du Sarret                                                   | Vallouise-Pelvoux            |         | 44° 51′ 33″ nord, 6° 29′ 30″ est |                |                    |      | Image manquante Téléverser                                                    |
| Chapelle Saint-Pancrace du Poët                                                   | Vallouise-Pelvoux            |         | 44° 51′ 20″ nord, 6° 29′ 34″ est | « IA05000473 » |                    |      | Image manquante Téléverser                                                    |
| Chapelle Saint-Jean-Baptiste de Chambran                                          | Vallouise-Pelvoux            |         | 44° 53′ 58″ nord, 6° 29′ 33″ est | « IA05000550 » |                    |      | Image manquante Téléverser                                                    |
| Chapelle des Roses de Valserres                                                   | Valserres                    |         | 44° 29′ 44″ nord, 6° 08′ 24″ est |                |                    |      | Image manquante Téléverser                                                    |
| Chapelle de Basse Rua                                                             | Vars                         |         | 44° 37′ 22″ nord, 6° 43′ 10″ est |                |                    |      | Image manquante Téléverser                                                    |
| Chapelle Sainte-Catherine de Sainte-Catherine (Hautes-Alpes)                      | Vars                         |         | 44° 36′ 08″ nord, 6° 41′ 40″ est |                |                    |      | Image manquante Téléverser                                                    |
| Chapelle du Petit-Vaux                                                            | Veynes                       |         | 44° 35′ 16″ nord, 5° 50′ 53″ est |                |                    |      | Image manquante Téléverser                                                    |
| Chapelle Notre-Dame-de-Pitié-et-Saint-André de Veynes                             | Veynes                       |         | 44° 31′ 59″ nord, 5° 48′ 57″ est |                |                    |      | Chapelle Notre-Dame-de-Pitié-et-Saint-André de Veynes                         |
| Chapelle Saint-Jacques, Saint-Philippe-et-Sainte-Lucie de Glaise                  | Veynes                       |         | 44° 34′ 39″ nord, 5° 49′ 36″ est |                |                    |      | Image manquante Téléverser                                                    |
| Chapelle Saint-Jean de Châteauvieux                                               | Veynes                       |         | 44° 33′ 05″ nord, 5° 49′ 58″ est |                |                    |      | Image manquante Téléverser                                                    |
| Chapelle Saint-Marcellin de Saint-Marcellin                                       | Veynes                       |         | 44° 31′ 47″ nord, 5° 48′ 01″ est |                |                    |      | Image manquante Téléverser                                                    |
| Chapelle Saint-Sébastien de la Loubière                                           | Villar-Loubière              |         | 44° 49′ 17″ nord, 6° 07′ 45″ est |                |                    |      | Chapelle Saint-Sébastien de la Loubière                                       |
| Chapelle des Pénitents de Villar-Saint-Pancrace                                   | Villar-Saint-Pancrace        |         | 44° 52′ 25″ nord, 6° 37′ 38″ est | « PA00080639 » | Inscrit MH         | 1965 | Chapelle des Pénitents de Villar-Saint-Pancrace                               |
| Chapelle Saint-Pancrace de Villar-Saint-Pancrace                                  | Villar-Saint-Pancrace        |         | 44° 52′ 34″ nord, 6° 38′ 13″ est | « PA00080640 » | Classé MH          | 1990 | Chapelle Saint-Pancrace de Villar-Saint-Pancrace                              |
| Chapelle Saints-Anges de Sachas                                                   | Villar-Saint-Pancrace        |         | 44° 52′ 30″ nord, 6° 37′ 57″ est | « IA05000794 » |                    |      | Image manquante Téléverser                                                    |
| Chapelle Saint-Roch de Villar-Saint-Pancrace                                      | Villar-Saint-Pancrace        |         | 44° 52′ 44″ nord, 6° 38′ 02″ est | « IA05000793 » |                    |      | Image manquante Téléverser                                                    |
| Chapelle Sainte-Élisabeth des Ayes                                                | Villar-Saint-Pancrace        |         | 44° 50′ 37″ nord, 6° 39′ 37″ est | « IA05000798 » |                    |      | Image manquante Téléverser                                                    |
| Chapelle Saint-Nicolas de Villar-Saint-Pancrace                                   | Villar-Saint-Pancrace        |         | 44° 52′ 18″ nord, 6° 37′ 53″ est | « IA05000795 » |                    |      | Image manquante Téléverser                                                    |
| Chapelle Saint-Laurent de Villar-Saint-Pancrace                                   | Villar-Saint-Pancrace        |         | 44° 52′ 18″ nord, 6° 38′ 04″ est | « IA05000791 » |                    |      | Image manquante Téléverser                                                    |
| Chapelle Saint-Jean-Baptiste de la Grange-de-Saint-Jean                           | Villar-Saint-Pancrace        |         | 44° 51′ 50″ nord, 6° 36′ 39″ est | « IA05000792 » |                    |      | Image manquante Téléverser                                                    |
| Chapelle Sainte-Barbe de Sainte-Barbe (Hautes-Alpes)                              | Villar-Saint-Pancrace        |         | 44° 52′ 25″ nord, 6° 37′ 38″ est | « IA05000796 » |                    |      | Image manquante Téléverser                                                    |
| Chapelle Sainte-Élisabeth de chalets des Ayes                                     | Villar-Saint-Pancrace        |         | 44° 50′ 38″ nord, 6° 39′ 37″ est |                |                    |      | Image manquante Téléverser                                                    |
| Chapelle Saint-Jean Baptiste de Villar-Saint-Pancrace                             | Villar-Saint-Pancrace        |         | 44° 51′ 48″ nord, 6° 36′ 39″ est |                |                    |      | Image manquante Téléverser                                                    |
| Chapelle Saint-Antoine des Cours                                                  | Villar-d'Arêne               |         | 45° 02′ 34″ nord, 6° 20′ 38″ est | « IA00049811 » |                    |      | Image manquante Téléverser                                                    |
| Chapelle Sainte-Brigitte des Cours                                                | Villar-d'Arêne               |         | 45° 02′ 35″ nord, 6° 20′ 53″ est | « IA00049812 » |                    |      | Image manquante Téléverser                                                    |
| Chapelle du Pied du Col                                                           | Villar-d'Arêne               |         | 45° 02′ 05″ nord, 6° 21′ 38″ est | « IA00049815 » |                    |      | Image manquante Téléverser                                                    |
| Chapelle Saint-Roch des Petites Cours                                             | Villar-d'Arêne               |         | 45° 02′ 30″ nord, 6° 21′ 06″ est | « IA00049813 » |                    |      | Image manquante Téléverser                                                    |